# Abderramán III
Abd al-Rahmán ibn Muhámmad (en árabe: عبد الرحمن بن محمد‎) (Córdoba (Qurṭuba), 7 de enero de 891-Medina Azahara, 15 de octubre de 961), más conocido como Abderramán III, fue el octavo y último emir independiente (912-929) y primer califa omeya de Córdoba (929-961), con el sobrenombre de al-Nāṣir li-dīn Allah (الناصر لدين الله), «aquel que hace triunfar la religión de Dios».
Hijo de un noble cordobés y de la cautiva navarra Muzna o Muzayna (del árabe andalusí «muznah», que significa «nube de lluvia»), el califa Abderramán vivió setenta años y reinó cincuenta. Fundó la ciudad palatina de Medina Azahara, cuya fastuosidad aún es proverbial, y condujo al emirato cordobés de su nadir al esplendor califal. Dedicó gran parte de su reinado a acabar de someter el territorio del emirato, desgarrado por numerosas rebeliones, mediante una mezcla de persuasión, prebendas y fuerza.
De él dijo su cortesano Ibn Abd Rabbihi que «la unión del Estado rehízo, de él arrancó los velos de tinieblas. El reino que destrozado estaba, reparó, firmes y seguras quedaron sus bases (…) Con su luz amaneció el país. Corrupción y desorden acabaron tras un tiempo en que la hipocresía dominaba, tras imperar rebeldes y contumaces». Bajo su reinado, Córdoba se convirtió en un faro de la civilización y la cultura, calificado por la abadesa Hroswitha de Gandersheim como «Ornamento del Mundo» y «Perla de Occidente».
La Crónica anónima de al-Nasir resume así su reinado:

Conquistó la península ciudad por ciudad, exterminó a sus defensores y los humilló, destruyó sus castillos, impuso pesados tributos a los que dejó con vida y los abatió terriblemente por medio de crueles gobernadores hasta que todas las comarcas entraron en su obediencia y se le sometieron todos los rebeldes.

En el 929 desafió la autoridad religiosa de las dinastías rivales de fatimíes y abasíes y se proclamó califa. El periodo califal (929-961) fue el más brillante de su reinado: logró someter a las marcas fronterizas a su autoridad, derrotar en diversas ocasiones a los fatimíes en el Magreb —aunque no eliminar esta amenaza— y dominar a los Estados cristianos del norte de la península, a pesar de los descalabros militares, en especial la grave derrota en Simancas. Si durante los veinte primeros años de su reinado mantuvo una intensa actividad militar, tras la derrota de Simancas no volvió a participar en persona en las campañas. El califato, convertido en un importante Estado a finales del reinado de Abderramán, mantuvo relaciones diplomáticas con el Imperio bizantino y el Sacro Imperio Romano Germánico.
Derrotado en la batalla de Simancas por Ramiro II de León y García Sánchez I de Pamplona (939), fue incapaz de reducir a los reinos cristianos del norte de la península . A su muerte dejó por legado un poderoso califato forjado por la fuerza de las armas, uno de los Estados más poderosos del Occidente europeo, que, sin embargo, se derrumbó en poco más de medio siglo.

## Juventud

### Nacimiento y ascendencia
El futuro emir Abderramán —en árabe, «siervo del Misericordioso»—, tercero de su nombre y octavo de la dinastía ibérica, era nieto de Abdalá I, séptimo emir independiente de Córdoba, descendiente de los omeyas que antaño habían regido el Califato de Damasco (661-750) y cuyo poder se había restablecido en la península ibérica. Nació el 7 de enero del 891. Era hijo de Mohamed, primogénito de Abdalá, y de Muzna o Muzayna (que significa lluvia o nube), una concubina cristiana probablemente de origen vascón que pasó a ser considerada una umm walad o «madre de infante» por haber dado a su señor un hijo. Una de sus abuelas, Onneca —esposa de Abdalá—, era también de origen vascón, pues era hija de un caudillo pamplonés, Fortún Garcés. Así, su origen era principalmente hispanovasco y solo en una cuarta parte árabe. Abderramán nació el 7 de enero del 891. Se convirtió pronto en el nieto favorito de su abuelo el emir.

### Nombre
El nieto del emir cordobés recibió el nombre de Abderramán y la kunya de Abul-Mutarrif, los mismos que tuvieron su tatarabuelo Abderramán II y el fundador del emirato omeya en al-Ándalus, Abderramán I. El nombre Abd al-Rahman significa «el siervo del Dios misericordioso», y Mutarrif quiere decir, entre otras cosas, «el combatiente o héroe que ataca valientemente a los enemigos y los rechaza», en suma «caballero noble», «distinguido» y «campeón». La kunya Abul-Mutarrif, impuesta a un niño que recibía intencionadamente el nombre de Abd al-Rahman podría entenderse como una esperanza de que fuera un campeón al servicio de Dios y restaurara el poder de la declinante dinastía omeya.

### Asesinato de su padre, infancia y juventud
Veinte días después del nacimiento de Abderramán, el infante Muhámmad murió asesinado a manos de su propio hermano, Al-Mutarrif. Al parecer, el emir había escogido a Muhámmad como heredero por sus méritos, pero sospechando que conspiraba contra él confabulado con el rebelde Omar ibn Hafsún, lo mandó encerrar. Poco antes o poco después de su liberación, Abd Allah permitió que Mutarrif asesinase a golpes a Muhámmad, muerte que justificó por la rebeldía de este. En el 895 y tras varios años como persona de confianza de Abd Allah, Mutarrif corrió la misma suerte: sospechoso de traición a ojos del emir, fue asesinado.
En cualquier caso, la primera infancia de Abderramán III debió de transcurrir en el harén de su abuelo, el emir Abdalá, conviviendo con su madre y sus tíos menores de edad, con las esposas y concubinas de su abuelo y con un buen número de servidores, esclavas, amas de cría, comadronas y eunucos. Al frente del harén en un momento determinado estuvo su tía, llamada al-Sayyida, es decir, la Señora, hermana uterina del infante Mutarrif, el asesino de su padre. Se encargó esta infanta de la crianza y educación de Abderramán; lo trató con bastante rigor, y llegó a maltratarlo. En todo caso, Abderramán llevó una juventud silenciosa, entregado a los estudios. Al ascender al trono, su experiencia militar y administrativa era prácticamente nula. Pese a esto, su abuelo lo había escogido para sucederle por sus dotes: era inteligente, confiado, tenía temperamento y gusto por las tareas de Estado.

## Características de Abderramán y vida familiar

### Aspecto y temperamento
Físicamente se lo describió como atractivo, de piel blanca, pelo rubio rojizo y ojos azules oscuros, corpulento y relativamente bajo —tenía las piernas cortas—. Se teñía la barba de negro, para parecer más árabe.
| … Y en todo este tiempo, he contado los días de pura y genuina felicidad que he vivido: montan un total de catorce… No cifréis por tanto vuestras esperanzas en las cosas de este mundo. —Abderramán III. |

De carácter cortés, benévolo y generoso, inteligente y perspicaz, con intensos escrúpulos morales, se lo tachó asimismo de inclinado a los placeres —en especial a la bebida— y dispuesto a usar de extrema crueldad para con sus enemigos. Todos los cronistas árabes subrayaron sus virtudes: su sagacidad y diplomacia, su firmeza e intrepidez, su liberalidad y generosidad, sus notabilísimos conocimientos en derecho musulmán y en otras disciplinas. Era además un excelente poeta y un orador elocuente. Las cronistas relataron minuciosamente sus obras en defensa de la ortodoxia islámica y condena de la herejía, como la persecución de los seguidores de Ibn Masarra y su generosidad con los parientes de un loco que quiso matarlo. Según Ibn Idari, Abderramán III redactó una especie de diario en el que hacía constar los días felices y placenteros marcando el día, mes y año. Pero en su larga vida tan solo quedaron reflejados en ese diario catorce días felices.
Adoptó el protocolo y la pompa palaciega de bizantinos y abasíes. Puntilloso en el recargado protocolo que percibía como esencial para la majestad de su cargo de califa era, por otra parte, llano en el trato cotidiano. Era poco devoto, nada fanático y fue el omeya cordobés más tolerante en asuntos religiosos de todos los que ocuparon el cargo califal, lo que permitió que algunos cristianos y judíos desempeñasen destacados papeles durante su reinado. Ambos grupos religiosos prosperaron durante su reinado y le fueron en general fieles.
Sin embargo, el califa también tenía numerosos defectos. Apasionado por el lujo y la pompa, fue censurado públicamente por el cadí Mundir ibn Said al-Balluti, porque dejó de cumplir sus deberes religiosos en la mezquita aljama tres viernes seguidos cuando dirigía con entusiasmo las obras del «Gran Salón del Califato» en Medina Azahara, cuyos muros quiso revestir de oro y plata. También abusaba de la bebida; en una ocasión, estando borracho, amenazó de muerte a Muhámmad ibn Said ibn al-Salim, que se había enriquecido en el ejercicio de cargos públicos, si no hacía un donativo importante para contribuir a los gastos estatales. El atemorizado Ibn al-Salim se turbó tanto que se emborrachó hasta el punto de vomitar junto al califa, el cual, caritativamente, le sujetó la cabeza y le ayudó a limpiarse. Días después de la fiesta entregó a su señor cien mil dinares en monedas de plata. Al-Nasir aceptó la prueba de sumisión, y siguió proporcionándole altos cargos y beneficios hasta su muerte.
A veces le gustaba divertirse a costa de sus visires azuzando a unos contra otros, y era capaz de completar espontáneamente los versos en romance empleando el metro y la rima del verso clásico árabe. Era bilingüe.
Cuando tenía un capricho no le importaba pisotear los derechos de sus súbditos. Se sabe que en cierta ocasión quiso comprar un terreno para una de sus favoritas y le gustó la casa que habían heredado unos niños huérfanos, que como tales estaban bajo la tutoría del cadí Múndir ibn Saíd. Abderramán ordenó al albacea que se la tasase a la baja, para adquirirla a menor precio. El cadí se opuso a ello, echando en cara a Abderramán su actitud.
Las mismas fuentes árabes se hacen eco de su crueldad. En ocasiones podía ser sanguinario y despiadado. Por ejemplo, quiso ver con sus propios ojos la muerte de su hijo sublevado Abdalá, y lo mandó ejecutar en el salón del trono, en presencia de todos los dignatarios de la corte, para escarmiento general. Según Ibn Hayyan, llegó a hacer colgar a los hijos de unos negros en la noria de su palacio como si fueran arcaduces hasta que murieron ahogados, e hizo cabalgar a la «vieja y desvergonzada bufona Rasis» en su cortejo, con espada y bonete —símbolos del Ejército y de la judicatura— para escarnecer a su gente. Su brutalidad con las mujeres del harén era notoria. Estando borracho un día, a solas con una de sus favoritas de extraordinaria hermosura en los jardines de Medina Azahara, quiso besarla y morderla, pero ella se mostró esquiva e hizo un mal gesto. Esto encolerizó al califa, que mandó llamar a los eunucos para que la sujetaran y quemaran la cara, de modo que perdiera su belleza. Su verdugo Abu Imran, que no se separaba de su amo, fue requerido por Abderramán III cuando pasaba la velada bebiendo con una esclava en el Palacio de la Noria. La hermosa joven estaba sujeta por varios eunucos y pedía clemencia mientras el califa le contestaba con los peores insultos. Siguiendo las órdenes de su señor, el verdugo decapitó a la joven y recibió en premio las perlas que se desparramaron del magnífico collar de la concubina, con cuyo valor se compró una casa. Ibn Hayyan remata los ejemplos de crueldad de Abderramán contando que el califa utilizaba los leones que le habían regalado unos nobles africanos con los condenados a muerte, aunque al final de su vida prescindió de ellos, matándolos.

### Esposas e hijos

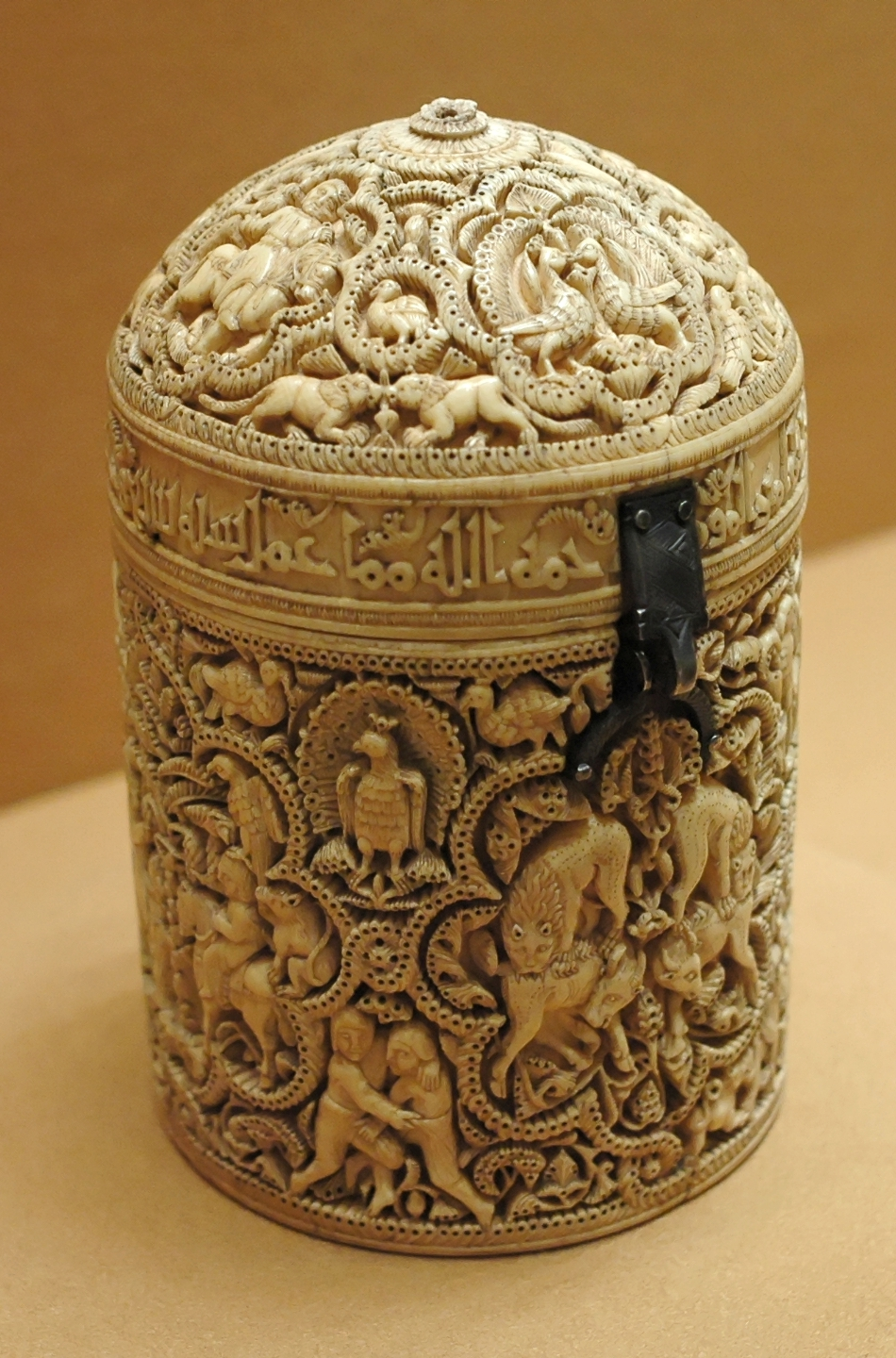
Píxide de Al-Mughira, marfil perteneciente a un hijo del califa Abderramán.

Tres fueron sus principales esposas: la primera Fátima, libre e hija de un tío abuelo de Abderramán; Maryan, esclava de origen cristiano y madre del sucesor al trono Alhakén II; y Mustad, su última favorita una vez fallecidas las dos primeras.
Fátima al-Qurasiyya era hija de su tío abuelo el emir al-Múndir; debido a su rango llevaba el título de al-Sayyida al-Kubra, «la Gran Señora». Fue la primera y única libre de entre sus esposas. Su abuelo Abd Allah había sido su tutor, por lo que se supone que se conocían desde la infancia, pasada en común en el alcázar cordobés. El casamiento se produjo cuando Abderramán fue nombrado emir.
Maryam, Maryan, Maryana o Muryana era una esclava de origen cristiano, circunspecta e intrigante. En las disputas entre Fátima y Maryan por el favor del califa, la segunda se alzó con el triunfo y Abderramán acabó por abandonar a la primera. Se afirma que Maryan se ganó el puesto favorita del emir gracias a un ardid: compró a Fátima una noche con Abderramán y, a continuación, le contó a este cómo su esposa había aceptado dinero por permitir que la sustituyese. Convertida en favorita de su señor, recibió grandes cantidades de dinero, que empleó en parte en obras piadosas —entre ellas, la construcción y mantenimiento de una mezquita—. Manumitida al tener hijos con el emir, le dio cinco en total, dos mujeres y tres varones, incluido Alhakén II. Fue la favorita de Abderramán durante gran parte de su reinado y falleció antes que este.
Mustaq fue la favorita del califa en los últimos años de su vida y le dio el último de sus hijos, al-Mughira —asesinado más tarde durante el ascenso al trono de Hisham II, del que se consideraba podía ser rival—.
Se conoce a otra mujer del emir, posible concubina, aunque no su nombre: la hermana de Nayda ibn Hussein (un maula que llegó a jefe del ejército gracias al parentesco y a su habilidad), de oficio lavandera, a la que vio junto a un río; se la conoce con la kunya de Umm Qurays, «la Madre de Qurays», por ser la madre de los qurayshíes —miembros del clan de Mahoma, por serlo el padre, Abderramán—.
La célebre historia de la concubina al-Zahra, que presuntamente habría incitado al califa a fundar la ciudad de Madínat al-Zahra, parece pura leyenda creada muy posteriormente, para explicar la etimología de la ciudad residencial de Abderramán III.
Abderramán tuvo en total dieciocho o diecinueve hijos varones y dieciséis hijas. De los varones solo once o doce llegaron a adultos. Los varones, por orden de nacimiento eran: su sucesor al-Hákam —nacido el 20 de enero del 915 y heredero desde el 921—, al-Múndir, Abd Allah, Ubayd Allah, Abd al-Yabbar, Sulaymán, Abd al-Málik, Marwán, al-Asbag, al-Zubayr y al-Mughira. Cinco de ellos le sobrevivieron: el califa Alhakén II, con cuarenta y seis años, y los infantes Abd al-Aziz, al-Múndir, al-Asbag y al-Mughira. Este último tenía entonces unos diez años de edad. Entre sus hijas por lo menos le sobrevivió Hind, que recibió el sobrenombre de Ayuz al-Mulk «La Anciana del Reino», por su extraordinaria longevidad, pues murió cuarenta y nueve años después de hacerlo su padre. Tanto Hind como la infanta Wallada eran hermanas uterinas de Alhakén II. Otras dos hijas recibieron los nombres de Saniya y Salama.
A imitación de su antepasado el emir Muhámmad, no permitió que los hijos varones, a excepción del heredero y del benjamín, residiesen en el alcázar real pasada la infancia, para evitar las conspiraciones. Al crecer, se los enviaba a lujosas residencias y se les concedían asignaciones para que pudiesen vivir opulentamente, pero no se les conferían cargos de poder, ni en la capital ni en las provincias.
Alhakén aparece ya a los cuatro años designado como heredero —tras la muerte en el 915, el de su nacimiento, del primogénito Hisham—, y quedó en representación de su padre en el Alcázar cordobés cada vez que este salía de campaña en los primeros años de reinado; luego empezó a acompañarlo en sus expediciones militares. A los doce años, llegó a estar al frente de las tropas, por orden paterna. En el 941, se le nombró responsable de la recaudación, del Tesoro califal y de la acuñación de moneda. La designación de Alhakén como heredero tuvo, sin embargo, penosas consecuencias personales para el joven. Durante cuatro décadas, su padre lo obligó a vivir encerrado en el Alcázar y lo mantuvo alejado del trato con mujeres —corrían rumores sobre relaciones con efebos—. Las fuentes vinculan este insólito trató al hecho de que fuera el heredero elegido por su padre para sucederlo. Probablemente Abderramán sentía temor ante la posibilidad de que su hijo tuviera trato con mujeres ambiciosas y se formara una camarilla en torno suyo para destronarlo. El cronista palatino al-Razi hace la siguiente referencia la desdichada existencia de Alhakén:

…a quien [su padre] no permitió salir del Alcázar ni un día, ni dicha ocasión de tornar mujer de más o menos edad, llevando al colmo una actitud celosa (…) que al-Hakam soportó con prudencia que le impusiera, aunque ello fue una carga que, al prolongarse el reinado de su padre, agotó los mejores días de su vida, privándole de los placeres íntimos de la vida por mor de la herencia interior del califato, que alcanzó en edad tardía y con escasos apetitos…
Ibn Hayyan, Muqtabis V, ed. Zaragoza 1981, pp. 8 y 9

El que Alhakén no tuviese hijos hasta muy entrado en años —ascendió al trono con cuarenta y ocho, aún sin vástagos— conllevó más tarde problemas políticos, ya que su hijo Hisham, nacido en el 965, ascendió al trono siendo todavía un niño.
Abderramán mandó ejecutar a otro de sus hijos, hermano uterino del heredero Alhakén, Abd Allah, que gozaba de fama de virtuoso, piadoso y culto, acusado de rebelión contra el califa (en el 950 o 951). La misma suerte corrieron los supuestos conspiradores, entre los que se contaba el eminente jurista Abu ibn 'Abd al-Barr. El joven infante era hombre de saber, inteligente, noble de espíritu y piadoso. Según Ibn Hazm, había estudiado la doctrina jurídica shafi'i y no la malikí, vigente en al-Ándalus, y precisa que fue condenado a muerte porque desaprobaba la mala conducta de su padre y sus acciones despóticas y contrarias a la justicia. Parece ser que fue degollado durante la fiesta del sacrificio y, según algunas fuentes hostiles, que lo hizo el propio Abderramán.

## El ascenso al poder
Cuando el viejo emir Abd Allah murió a los setenta y dos años de edad, la sucesión tomó un cariz inédito, puesto que no recayó en ninguno de los hijos del difunto, sino en su nieto Abderramán. A pesar de los temores de que los tíos de Abderramán pudiesen estorbar su ascenso al trono del emirato, la sucesión se produjo sin problemas el jueves 15-16 de octubre del 912, tras morir Abd Allah. En una serie de ceremonias, tanto la corte como el pueblo juraron fidelidad al nuevo emir; los primeros en hacerlo fueron sus propios tíos, hermanos de su padre fallecido. Aunque las fuentes presentan el hecho como algo normal, dada la preferencia del difunto emir por el hijo de su primogénito, el asunto debió de ser algo más complejo. Ibn Hazm señala que el nuevo emir fue designado por una asamblea, aunque omite los detalles, y algunos de sus tíos, que se sometieron sin reservas en un principio según las crónicas, pocos años después conspiraron para derrocarlo. Es muy probable, por tanto, que en la designación de Abderramán como heredero desempeñaran un papel importante las intrigas palaciegas urdidas en torno al lecho del emir moribundo.
En cualquier caso, Abderramán III sucedió a su abuelo el 16 de octubre de 912 cuando tenía poco más de veintiún años. Heredaba un emirato al borde de la disolución, y su poder no iba mucho más allá de los arrabales de Córdoba. Desde mediados del siglo ix, los conflictos políticos, sociales y entre los distintos grupos culturales minaban la unidad del emirato y la autoridad de los emires apenas cubría la capital y su región. La administración había menguado mucho, así como el ejército, reducido a poco más que una banda armada financiada por correrías anuales. De inmediato, el mismo día de su entronización, Abderramán proclamó su intención de recuperar el prestigio y la autoridad perdida por los anteriores emires omeyas.

## Retos de Abderramán
El primer paso para recuperar el poder político en al-Ándalus era someter a las regiones que se habían convertido en cuasiindependientes de la autoridad del emir y aplastar la larga rebelión de Omar ibn Hafsún. Multitud de rebeldes, algunos señores de grandes ciudades y otros con apenas una fortaleza, desobedecían la autoridad del emir. A esta tarea dedicó el nuevo emir los primeros treinta años de su largo reinado. Para ello, Abderramán puso en marcha casi inmediatamente una enérgica política de campañas militares y perdón a aquellos que se doblegaban sin resistencia. Las amenazas para el emirato, sin embargo, eran tres:
- La autonomía o cuasiindependencia de las marcas fronterizas y de otros territorios del emirato, que se regían por sí mismas ante la debilidad del poder cordobés.[89] A estas se unía la peligrosa y larga rebelión de Ibn Hafsún.[89][85]

- La presencia en el Magreb de la dinastía fatimí, rival, tanto en lo político como en lo religioso.[89]

- La amenaza de los Estados cristianos del norte de la península.[89]

En el norte, el reino asturleonés continuaba la Reconquista, dominando ya la frontera del Duero con el concurso de los mozárabes que habían huido del cruel dominio andalusí. En el sur, en Ifriqiya, los fatimíes habían proclamado un califato independiente, susceptible de atraer la lealtad de los muchos musulmanes justificadamente molestos con el yugo omeya. En el interior, por último, los muladíes descontentos continuaban siendo un peligro incesante para el emir cordobés, por más que alguno de los focos de rebeldía se hubieran ido debilitando. El más destacado de los rebeldes era Omar ibn Hafsún, quien desde su inexpugnable fortaleza de Bobastro, en la serranía de Ronda, controlaba gran parte de las coras de Takurunna, Istiyya, Rayyah, Ilbīrah y Jayyān.
Desde el primer momento, Abderramán mostró la firme decisión y una constante tenacidad para acabar con los rebeldes de al-Ándalus, consolidar el poder central y restablecer el orden interno del emirato. Para ello, una de las medidas que tomó fue introducir en la corte cordobesa a los saqalibah o eslavos, esclavos de origen europeo, con la intención de introducir un tercer grupo étnico y neutralizar así las continuas disputas que enfrentaban a sus súbditos de origen árabe con los de origen bereber.
En un principio, mantuvo en sus cargos a los principales figuras de la administración heredada de su abuelo, entre ellos el zalmedina Musa ibn Muhámmad ibn Said ibn Musa ibn Hudayr —chambelán a partir del 921—, el secretario personal y el principal jefe militar Áhmad ibn Muhámmad ibn Abi Abda, soldado veterano. Casi todos ellos sirvieron a Abderramán en distintos puestos a lo largo de su reinado.

## Periodo como emir
Durante los primeros veinte años de su reinado, Abderramán III emprendió victoriosas aceifas contra Omar ibn Hafsún y sus hijos y aliados en Andalucía, y contra los señores de Extremadura, Levante y Toledo. Posteriormente, en la cuarta década del siglo (937), sometió al señor de Zaragoza. Su primer objetivo fue romper la coalición antiomeya formada por los grupos árabes de Sevilla y Elvira y por los muladíes, bereberes y cristianos. En esta labor, contó con el apoyo eficaz de su hayib, el eunuco Badr, que se había criado en el alcázar cordobés. En cada circunstancia Abderramán, de acuerdo con sus colaboradores, tanteó la situación, negociando, pactando y ofreciendo privilegios, prebendas y cargos políticos y militares; pero también recurrió a la astucia, al engaño, a la amenaza y a la crueldad más extremada para recuperar el poderío pretérito de la dinastía y proseguir sin descanso su misión pacificadora. Si bien hubo casos en los que se encerró e incluso se ajustició a los rebeldes, lo más habitual fue que se sometiesen por la presión de las sucesivas campañas y que recibiesen a cambio cargos y favores de Abderramán, que a menudo los incluía junto a sus hombres en el ejército cordobés. En algunos casos, generalmente de territorios fronterizos —Zaragoza, Huesca, Daroca, Albarracín—, los rebeldes continuaron ejerciendo el poder, pero ya como súbditos del califa. Abderramán empleó para someter a los rebeldes una mezcla de presión militar, especialmente eficaz en los asedios, y de concesiones a los que se sometían sin resistir. Tras veinticinco años de campañas, consiguió someter a todos los rebeldes que habían amenazado el poder cordobés.
Como parte de los actos para afirmar su poder, en el 921-922 hizo ajusticiar a un tío y a un primo hermano, conjurados en su contra.

### Política interior

#### Situación militar y financiera
La situación del gobierno del emirato había empezado a mejorar ya durante la última década del reinado del abuelo de Abderramán. El aumento de los ingresos de la hacienda estatal le permitieron al nuevo emir acrecentar sus fuerzas armadas y, con ello, acometer con mayores visos de éxito el sometimiento de los abundantes rebeldes que desafiaban la autoridad cordobesa y los enfrentamientos con los países vecinos. Los territorios recuperados aceleraban el proceso mediante sus contribuciones a las arcas estatales, que permitían reforzar los ejércitos y extender todavía más la autoridad de Abderramán. La extensión de la autoridad estatal también favorecía el comercio, al restablecer el contacto entre regiones de nuevo englobadas efectivamente en el emirato. El robustecimiento de la autoridad estatal fomentó la prosperidad de al-Ándalus.

#### Campañas contra los territorios rebeldes

##### Bereberes del Campo de Calatrava y conquista de Écija

La península ibérica al advenimiento de Abderramán III y los principales focos de rebeldía a la autoridad del emir. Este logró someter de nuevo los territorios musulmanes a la obediencia cordobesa, acabar con las rebeliones internas y limitar las conquistas de los Estados cristianos del norte, pero no recuperar los territorios perdidos a manos de estos.

La primera campaña de su reinado tuvo lugar al mes de ascender al trono. Las fuerzas del emir derrotaron a los bereberes del Campo de Calatrava y tomaron Caracuel tras un duro combate. A continuación, la siguiente ofensiva de las fuerzas cordobesas se dirigió contra Écija, a cincuenta kilómetros al oeste de la capital. El 1 de enero del 913, el hayib Badr entró en ella, sin que hubiese derramamiento de sangre en la conquista. Derribó las murallas de la ciudad y todas las fortificaciones, excepto el alcázar, que reservó para residencia de los gobernadores y guarnición del ejército emiral. Concedió el amán a sus habitantes e integró a sus soldados en el ejército cordobés. La ciudad había estado hasta entonces en poder de Omar ibn Hafsún.

##### Andalucía oriental
En la primavera de ese mismo año y tras sesenta y cinco días de minuciosos preparativos, Abderramán III dirigió personalmente la primera aceifa por tierras de Andalucía oriental en abril. El objetivo fueron Jaén y Granada, regiones controladas parcialmente por Ibn Hafsún y otros rebeldes. Esta campaña es denominada «de Monteleón» en todas las crónicas, porque el primer objetivo de ella fue un castillo tal nombre que debía de hallarse cerca de Mancha Real, en la provincia de Jaén. El emir tomó este castillo el 27 de abril, gracias a la rendición de su señor, que recibió el perdón real. En esta importante expedición las tropas omeyas recorrieron las coras de Jaén y Elvira, donde sometieron a los cabecillas rebeldes de estas regiones; al mismo tiempo, desde Martos tuvo que enviar un destacamento de caballería para liberar Málaga del asedio de Omar ibn Hafsún, el mayor enemigo de la dinastía. En su avance, Abderramán otorgó el perdón a aquellos señores rebeldes que se le sometieron sin oponer resistencia. Aceptó a los vencidos en sus fuerzas, pero, para asegurarse su lealtad, dispuso guarniciones en su alcazabas y envió a sus familias a Córdoba. Después se someter sin violencia las fortalezas en torno a Baza en la cora de Elvira, marchó hacia el nordeste de Guadix. En Fiñana, tras incendiar su arrabal, Abderramán III consiguió que sus defensores capitulasen ventajosamente con la condición de entregar a los aliados del rebelde de Bobastro. En la misma cora de Granada, capturó también Baza y Tíjola. Poco después, el 25 de mayo, el ejército omeya se dirigió a Juviles, en las Alpujarras de Granada, y después de arrasar sus campos y destruir todos sus recursos, sitió el castillo, que se defendió eficazmente, porque quedaba fuera del radio de tiro de las catapultas de los sitiadores. Entonces el emir de Córdoba hizo construir una plataforma donde instaló un gran almajaneque que bombardeaba sin cesar con sus proyectiles de piedra la fortaleza, además de cortarle el agua. Al cabo de quince días, los muladíes consiguieron salvar sus vidas a cambio de entregar a los jefes cristianos y aliados de Omar Ibn Hafsún, unos cincuenta y cinco, que fueron decapitados. Se dirigió entonces a la costa, donde conquistó Salobreña y regresó desde allí a la capital, no sin antes tomar otros dos castillos tenidos por inexpugnables. En esta campaña, que duró noventa y dos días, conquistó o destruyó setenta castillos y cerca de trescientas torres fortificadas. El objetivo de la incursión, acabar con las zonas rebeldes al este del territorio dominado por Ibn Hafsún, se alcanzó.

##### Sometimiento de Sevilla
También en este primer año de su reinado, aprovechó Abderramán III las rivalidades internas existentes entre los Banu Hayyay, señores árabes de Sevilla y Carmona, para someterlos. La muerte del señor de Sevilla en agosto hizo que su hijo y sucesor se enfrentase con su tío, que dominaba Carmona; las rencillas familiares favorecían los deseos de Abderramán de recuperar el control de la ciudad. El emir envió en primer lugar al cadí y visir Áhmad ibn Muhámmad ibn Hudayr, que había sido nombrado por Badr gobernador militar de Écija, al frente de un destacamento de tropas especiales (hasam), para tratar de atraerse a los sevillanos sin enfrentarse a ellos. Fracasó en sus intentos, pero obtuvo la inesperada y valiosa colaboración, por supuesto interesada, de Muhámmad ibn Ibrahim ibn Hayyach, señor de Carmona y primo de Áhmad ibn Maslama, señor de Sevilla. Cuando la ciudad hispalense fue cercada por las tropas omeyas, Ibn Maslama recurrió a Ómar ibn Hafsún, quien acudió presurosamente y se enfrentó a las tropas del emir y a sus aliados de Carmona en Cabra, pero fue derrotado por los sitiadores y se retiró a Bobastro. Ante este revés, Áhmad ibn Maslama retomó los intentos de congraciarse con los cordobeses. Fracasó en las negociaciones que entabló con las autoridades omeyas, pero simuló lo contrario, mostrando a sus seguidores más notables un supuesto documento del emir Abderramán III. En diciembre de 913, de nuevo negoció con el hayib Badr a través de Omar ibn Abd al-Aziz ibn al-Qutiyya, descendiente de Sara la Goda, nieta del rey Witiza, y padre del célebre historiador Ibn al-Qutiyya. El embajador recurrió a una estratagema que entusiasmó al emir y convenció a medias a su chambelán Badr: el de dejar a Ibn Maslama y a su séquito fuera de la ciudad cuando saliese de ella a recibir a los representantes omeyas. El caso es que, finalmente, el señor de Sevilla tuvo que capitular en diciembre y Badr, en nombre del emir, concedió el amán a unos mil caballeros del yund o ejército de Sevilla que se habían manifestado hostiles a la dinastía, dándoles a cada uno el grado y soldada que les correspondía en el ejército del emir. Nombró gobernador de la ciudad hispalense a Said ibn al-Mundir al-Qurays, miembro de la familia real, que convenció al hayib de que derribase las murallas de la ciudad —construidas por Abderramán II para protegerla de los ataques vikingos—. El señor de Carmona, que había colaborado en el sometimiento de Sevilla, rompió pronto la alianza con Abderramán, descontento por no haber conseguido la ciudad, pero resultó derrotado en febrero del 914. En abril acudió a Córdoba a someterse nuevamente y Abderramán le concedió el rango de visir; el emir se lo llevó consigo a la expedición primaveral de ese año contra Iban Hafsún, pero luego se probó su deslealtad y connivencia con el gobernador de Carmona, que se había sublevado. Apresado y encerrado en Córdoba, falleció al año siguiente; la ciudad, sin embargo, mantuvo su rebeldía hasta finales de septiembre del 917, cuando el chambelán Badr la tomó finalmente al asalto tras un duro asedio.
En el 917, la mayoría del territorio andalusí había vuelto a quedar sometido a la autoridad cordobesa, a excepción de ciertos territorios de las marcas fronterizas y a las zonas bajo control de Ibn Hafsún. Aun así, en el 921 tuvo lugar otra campaña en la que se tomó Turrush, Torre-Cardela, Esparraguera, Priego y Alhama. De Pechina, gobernada por sus marineros, Abderramán logró el sometimiento gracias a su habilidad diplomática, ese mismo año. Las últimas campañas de recuperación del dominio de al-Ándalus durante su periodo como emir fueron las que Abderramán llevó a cabo en el 924 y 925. Durante el primer año, recuperó el control de la cora de Santaver; durante la primavera del segundo, se aplastaron algunos focos de rebeldía que todavía quedaban en las coras de Elvira y Jaén.

##### La resistencia de Omar ibn Hafsún y sus hijos
La segunda aceifa omeya contra Ibn Hafsún salió de Córdoba el 8 de mayo de 914. El objetivo de esta segunda campaña eran los territorios rebeldes en las coras de Rayya, Algeciras y Carmona. Unos días después, el ejército cordobés acampó ante los muros de Belda. Allí la caballería se dedicó a talar sus árboles y a devastar el territorio próximo, mientras el resto de las fuerzas se dirigían a Turrus, castillo situado en el actual municipio de Algarinejo, Granada, que fue sitiado por espacio de cinco días mientras se devastaban sus alrededores. La alcazaba de la localidad resistió los embates de las fuerzas del emir, que habían derrotado a los defensores en los arrabales. El objetivo del emir era arrasar los territorios rebeldes y privar a su caudillo de sus bases, proteger Málaga y aislarlo. Los primeros dos asedios, los de Belda y Turrus, sin embargo, no concluyeron con la conquista de las plazas.

Extensión aproximada de la rebelión de Omar ibn Hafsún en torno al 912, antes de las campañas de Abderramán contra él y sus hijos, que concluyeron con el aplastamiento de la larga sublevación contra la autoridad cordobesa en el 928.

Después, el ejército emiral se trasladó a Bobastro, aunque el cronista no lo cita por su nombre, y desde allí el emir envió a la caballería contra el castillo de Sant Batir (Santopitar), cuyos defensores lo abandonaron en manos de los soldados omeyas, que consiguieron un cuantioso botín. A continuación atacaron el castillo de Olías y desde esta fortaleza lanzó Abderramán su caballería contra el castillo de Reina o Rayyina. Tras reñidos combates, cayó el castillo rebelde, que amenazaba a la ciudad de Málaga. Seguidamente el emir marchó a la capital de la provincia —dominada casi totalmente desde la aceifa del año anterior—, donde acampó unos días para resolver los asuntos de la ciudad antes de retomar la campaña. Abderramán emprendió el regreso por la costa pasando por Montemayor, cerca de Benahavís, Suhayl o Fuengirola y otro castillo llamado Turrus o Turrus Jusayn y que Lévi-Provençal identificó con Ojén, para llegar finalmente a Algeciras el jueves 1 de junio de 914. Por la costa patrullaban barcos de Omar ibn Hafsún, que se abastecían habitualmente en el norte de África, pero fueron apresados e incendiados en presencia del emir. Ante la presencia del imponente ejército cordobés los castillos rebeldes próximos a Algeciras se sometieron a Adbderramán. Este impuso además un bloqueo naval de la costa para evitar que Ibn Hafsún recibiese socorros de África. Con esto puso fin a la campaña, que había durado ochenta y dos días. Pese a que el joven emir había conseguido atravesar triunfalmente el núcleo de los territorios de su principal enemigo, desbaratar su amenaza sobre Málaga y bloquearlo por mar, la incursión, como otras del reinado de Abderramán, fue más espectacular que eficaz en cuanto al control de las tierras, que quedaban de nuevo abandonadas tras el paso de sus ejércitos.
En el verano del 914 y en el 915, el emir no pudo enviar grandes fuerzas contra Ibn Hafsún por la intensa sequía que sufrió el territorio y que impedía el despliegue de grandes unidades, circunstancia que favoreció al rebelde. Las penurias y enfermedades que se extendieron por la región obligaron a los dos bandos a evitar todo combate y parlamentar. Las negociaciones concluyeron con la entrega al emir de ciento sesenta y dos castillos, el sometimiento a autoridad de este de Ibn Hafsún y una liga entre ambos bandos. En virtud de esta, Ibn Hafsún colaboró incluso en el sometimiento de Úbeda, que su hijo Sulaimán arrebató en dos ocasiones al alcaide fiel al emir.
Tras diversas campañas el emir consiguió cercar y aislar a Ibn Hafsún en Bobastro donde falleció el 1 de febrero del 918. Sus hijos, no obstante, continuaron la rebelión paterna. Yafar, hijo del difunto y converso al cristianismo, decidió romper la tregua que su padre, del que afirmó que también se había convertido secretamente al cristianismo, había formado con Córdoba. Pese a las esperanzas del Gobierno cordobés de que los hijos del difunto rebelde se enzarzarían en disputas que acabarían con la rebelión, esta perduró diez años más, obligando al emir a enviar contra ella expediciones anuales.
En consecuencia, Abderramán retomó las armas contra la familia en mayo de 919, cercó Belda y taló sus alrededores. Se tomó Belda tras doblegar una tenaz resistencia —los defensores musulmanes aceptaron finalmente el perdón real a cambio de la rendición; los cristianos fueron pasados por las armas después de la toma de la fortaleza— y meses después, en una ofensiva, se conquistaron Alora y Talyayra. Las tropas cordobesas habían seguido el curso del Guadalhorce en dirección a Bobastro y se habían apoderado de varias estratégicas fortalezas cercanas a este a principios de junio. A continuación tanto los rebeldes como los cordobeses se retiraron, estos para consolidar sus nuevas posesiones de Casarabonela, Ardales y otros lugares. Cuando se reanudó la acometida de Abderramán, Yáfar solicitó una tregua al emir a cambio del pago de un tributo; este la concedió y volvió a Córdoba el 24 de junio, tras treinta y ocho días de campaña. Mientras, otro de los hijos de Ibn Hafsún, tocayo del emir, tuvo que rendirse en Ojén ante la llegada de una columna cordobesa a la que no pudo oponerse; enemistado de Yafar, pactó con Córdoba. Adbderramán había aliviado nuevamente la presión rebelde a Málaga en esta campaña y sometido parte de los territorios de los hijos de Ibn Hafsún, procurando acercarse a Bobastro.
El 29 de octubre de 920, Yáfar murió asesinado en Bobastro, quizá por instigación de su hermano Sulaymán o a manos de cristianos locales; Sulaymán marchó a la fortaleza y tomó el mando de la rebelión anticordobesa. Retomó Ojén, pero la volvió a perder en el 921. En el 922, los cordobeses tomaron el castillo de Monterrubio, importante fortaleza fronteriza entre Jaén y Elvira. Abderramán dejó el asedio en manos de uno de sus lugartenientes para talar los alrededores de Bobastro en julio; luego volvió a Córdoba pasando por las coras de Ronda, Osuna, Sevilla y Carmona, concluyendo así una campaña de ochenta y cinco días. En el 923, el ejército cordobés arrasó las tierras de Bobastro —Sulaimán trató en vano de negociar con el emir— y tomó luego la fortaleza de Cámara, pasó por Jete —sin lograr rendir la alcazaba— y tomó Fuengirola. Los cordobeses dañaron varias fortalezas cercanas a Bobastro y estrecharon el cerco en torno a él, si bien no pudieron beneficiarse de una frustrada conjura que estalló contra Sulaimán durante la campaña. El 29 de junio Abderramán se hallaba de vuelta en Córdoba. El acoso de los rebeldes se retomó en el 926, tras un periodo de calma debido a las aceifas contra los cristianos del norte. En el 927 Sulaimán fue capturado por casualidad por un soldado omeya que lo mató y se llevó su cabeza y su dedo anular para demostrarlo; el mando de los rebeldes pasó al benjamín de Ibn Hafsún, Hafs, que quedó cercado en Bobastro mientras las fuerzas del emir atacaban los castillos cercanos (Olías, Santopitar, Comares y Jotrón, todos ellos poblados exclusivamente por cristianos) en una campaña de cuatro meses que terminó en agosto. Abderramán había dejado el mando de la operación de sometimiento en manos del visir Saíd ibn al-Mundir, y había vuelto a Córdoba. El 17 de enero del 928, Hafs rindió finalmente su impresionante fortaleza a cambio del perdón en enero del 928. Abderramán visitó en persona la localidad en marzo, antes de ordenar que fuese completamente arrasada. El cadáver de Ibn Hasfún fue desenterrado y crucificado en una de las puertas de Córdoba como castigo a su larga rebelión y a su apostasía del islam. Seguidamente recorrió brevemente la comarca malagueña ordenando derribar los castillos que no consideró indispensables. Con la conquista de Bobastro concluyó el sometimiento de Andalucía a Abderramán.

##### Levante y Poniente
Las continuadas expediciones dirigidas contra Omar ibn Hafsún, sus hijos y sus aliados no hicieron olvidar al emir Abderramán III la situación de otras comarcas de al-Ándalus, donde su autoridad era escasa o nula. En la mayoría de los casos el gobernador leal de una ciudad se mantenía en precarias condiciones, como el de Évora, que no pudo impedir el ataque del rey de Galicia y futuro rey de León, Ordoño, que en el verano de 913 ocupó la ciudad, le infligió setecientas bajas y se llevó cuatro mil prisioneros y un cuantioso botín. En otros casos, tanto al este como al oeste, los jefes locales no reconocían en absoluto la autoridad del emir de Córdoba.
El señor de Badajoz, Abd Allah ibn Muhammad, nieto de Abd al-Rahman ibn Marwán al-Yiliqi («el Gallego»), ante una posible incursión del rey leonés, fortificó su ciudad y rehízo la muralla; estas medidas defensivas las tomó por su cuenta, sin reconocer en ningún momento la autoridad cordobesa. Para que Évora no cayera en poder de grupos bereberes de la región, ordenó destruir sus torres defensivas y abatió lo que quedaba de sus murallas, hasta que un año después decidió reconstruirla para entregársela a su aliado Masud ibn Sa'dun al-Surunbaqi.
Más al sur, en el Algarve, el poder lo ostentaba completamente una coalición muladí dirigida por Sa'id ibn Málik, que había expulsado a los árabes de Beja, y los señores de Badajoz y Évora. Además descollaban por su poderío los señores de Ocsónoba, Yahya ibn Bakr, y de Niebla, Ibn Ufayr.
En el 916 las fuerzas del emir se dirigieron tanto al Algarve como al Levante, nuevamente con el objetivo de sojuzgar territorios rebeldes. Un general cordobés sometió el principado de Lorca y Murcia. El 7 de marzo del 917 el chambelán Badr expugnó Niebla, que se había negado a rendirse. La población, como en otros lugares, recibió el perdón real de Abderramán. Mérida y Santarem también fueron conquistadas. Al mismo tiempo, en el 916-917 uno de los visires cordobeses, pariente del emir, dirigió otra campaña por las coras de Tudmir y Valencia, que llevó a la conquista del castillo de Orihuela, la capital provincial. La región había aprovechado la campaña de ese año contra los cristianos del norte para alzarse contra Córdoba.
El emir empleó la campaña contra Pamplona del año 924 para someter a los rebeldes levantinos. En vez de marchar directamente al norte, avanzó hacia el objetivo por las tierras orientales, con el fin de aprovechar la aceifa para someter a los rebeldes y recabar apoyos para la incursión contra el reino cristiano. Aunque logró someter a algunos de los rebeldes, otros resistieron sus ataques y un tercer grupo fingió plegarse a su autoridad para luego retomar la rebeldía, en cuanto hubo pasado el ejército cordobés. Pese a todo, pudo apoderarse de Lorca.
Tras acabar con la larga rebeldía de Bobastro en el 928, pudo enviar más fuerzas al noreste para someter definitivamente el Levante. El señor de Alicante y Callosa se rindió en agosto y pasó a engrosar el grupo de vencidos que recibió prebendas y privilegios del emir en la capital. Los demás miembros de la familia, los Banu al-Shayj, capitularon antes de octubre. Lo mismo sucedió con el señor de Valencia, Alcira y Játiva, que también capituló y se trasladó a Córdoba. La conquista de Chinchilla y Peñas de San Pedro concluyó la subyugación del Levante ibérico a la autoridad cordobesa.
Ese mismo año de 928, uno de los generales de Abderramán tomó Mérida, capital de la frontera septentrional, y Beja en el 929 —esta vez en persona, acompañado de dos de sus hijos—. El ya califa había tratado primero de apoderarse en vano de Badajoz, pero, ante su denodada resistencia, había cercado Beja, que resistió con denuedo hasta el 26 de julio. A continuación marchó contra Ocsónoba, cuyo señor se avino a someterse al califa y pagarle tributo a cambio de permanecer al frente de la plaza. Para cuando se proclamó califa, Abderramán aún debía someter a varias ciudades importantes de la Marca Superior (Lérida, Huesca, Zaragoza y Tudela) y Toledo en la Marca Media y Badajoz y Lisboa en la Marca Inferior.

### Política exterior

#### Los reinos cristianos
Abderramán estaba emparentado desde el nacimiento con la casa real Arista-Íñiga de Navarra, y, a través de esta, con los reyes de León, lo que justificaría de alguna manera su intervención en los reinos hispánicos. En general, sus campañas fueron defensivas, puestas en marcha para castigar anteriores incursiones cristianas en el territorio andalusí o para desbaratar los preparativos de estas, y no lograron extender el dominio del emirato.

##### Primeros años: impotencia cordobesa

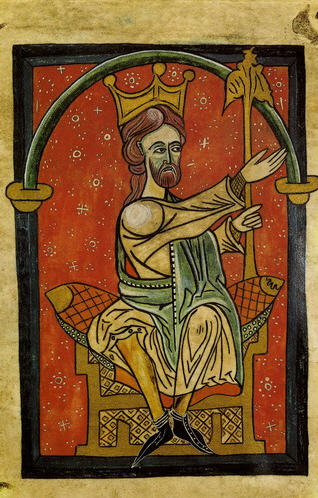
Ordoño II de León, destacado rival de Abderramán hasta su muerte en el 924.

Los primeros años de su reinado, cuando apenas dominaba Córdoba y sus alrededores y los señores de las fronteras pactaban a menudo con los soberanos cristianos del norte, Abderramán no pudo evitar sus incursiones. Los señores fronterizos, a menudo muladíes, se enzarzaban en continuas luchas entre ellos y solicitaban a menudo el auxilio de los Estados cristianos en ellas. En tiempos de García I de León y Sancho Garcés I de Pamplona, se estableció una larga alianza entre leoneses y navarros, tanto para aprovechar la creciente debilidad de los Banu Qasi en el Ebro, que les permitía plantearse expansiones territoriales en esa zona, como para hacer frente al renacido poderío cordobés representado por el nuevo emir. Las incursiones en la región de Sancho Garcés y del sucesor de García, su hermano Ordoño, fueron constantes. Andalusíes y navarro-leoneses se disputaron el dominio de las principales plazas fuertes de la comarca: Viguera, Calahorra, Arnedo y Tudela.
El caos en que los anteriores emires habían sumido el reino, había posibilitado que leoneses, castellanos, aragoneses, catalanes y navarros debilitaran la frontera norte de al-Ándalus y, ya bajo el mandato de Abderramán, el rey leonés Ordoño II saqueó Évora en agosto del 913 y atacó Mérida en el 915. Ordoño tomó la primera tras un duro combate en el que perecieron unas setecientas personas y se llevó a otras cuatro mil cautivas. El grave revés obligó a los musulmanes a reparar las murallas de las ciudades del occidente peninsular. La segunda fue asediada en la campaña del 915; el alcaide de la imponente fortaleza disuadió con regalos al monarca leonés de intentar el asalto. El soberano leonés no encontró en su incursión resistencia alguna del emir.
A finales del 913, el señor de Huesca invadió los territorios del conde de Barcelona, pero fue vencido y muerto por las huestes de este. En las tierras riojanas, leoneses o navarros penetraron en el valle del río Alhama en el 914 y ese mismo año disputaron la batalla de Arnedo (21 de marzo), que acabó con victoria cristiana. El 15 de julio del mismo año, el señor musulmán de Tudela y Tarazona recobró Calahorra de manos de los navarros. Estos, sin embargo, se habían apoderado ya de San Esteban de Deyo y de las fortalezas andalusíes al norte del Ebro. En el 915, Sancho Garcés corrió las tierras de Tudela; capturó al señor de esta, al que solo liberó a cambio de las fortalezas de Falces y Caparroso. La muerte del señor de Tudela y el asesinato de su hermano a manos del hijo del difunto sumió a los Banu Qasi en luchas intestinas.

##### Reacción de Abderramán, primeras aceifas
Ante estos reveses militares en los primeros años al frente del emirato, cuando se hallaba enfrascado en el sometimiento de los territorios independizados del dominio cordobés y en sus primeras ofensivas contra Ibn Hafsún, Abderramán decidió tomar las armas contra los Estados septentrionales a partir del 916. Desde ese año, se sucedieron las aceifas en el norte, casi cada año; estas debían servir tanto para poner freno a los ataques cristianos como para obtener botín en sus territorios. Para recuperar los territorios perdidos, Abderramán envió a su general Áhmad ibn Abi Abda al mando de un ejército a hacer frente al rey leonés, con escasa fortuna. En septiembre del 917, los cordobeses, que trataban de tomar San Esteban de Gormaz, sufrieron una total derrota en la batalla de Castromoros. En el 918 la suerte de los cordobeses y sus enemigos fue pareja: si bien en junio Ordoño y Sancho Garcés realizaron una fructífera correría en el Ebro alto y medio y tomaron Nájera, Tudela y Valtierra, el chambelán Badr llevó a cabo un victorioso contraataque al mes siguiente, en el que venció a Ordoño y Sancho en Mitonia. En las filas derrotadas habían combatido también huestes de Huesca, cuyo señor estaba emparentado por matrimonio con el rey navarro. En el 919, la concentración de fuerzas cordobesas persuadió a Ordoño de abandonar la campaña que preparaba; los cordobeses, por su parte, sí hicieron una aceifa durante el verano, en la que resultaron victoriosos.
En el 920, con los territorios cercanos a la capital ya controlados gracias a la actividad militar de los primeros años de reinado, Abderramán decidió dirigir en persona la campaña de ese año. Marchó a Toledo, donde recibió el apoyo de las fuerzas del señor local y, tras pasar por Guadalajara y Medinaceli, se dirigió al Duero. Osma, Clunia y San Esteban de Gormaz, que los leoneses habían evacuado, fueron arrasadas antes de que Abderramán continuase hacia Carcar y Calahorra. Luego el ejército cordobés llegó a Tudela. Tratando de detener el avance cordobés, los soberanos cristianos se enfrentaron a las huestes de Abderramán al suroeste de Pamplona, en la batalla de Valdejunquera el 25 de julio, en la que resultaron vencidos. Los que sobrevivieron a la aplastante victoria cordobesa se refugiaron en vano en el cercano castillo de Muez, que las fuerzas del emir conquistaron el día 29. Los cordobeses pasaron por las armas a unos quinientos defensores, entre ellos a algunas figuras principales de los Estados cristianos. El 1 de septiembre, Abderramán se hallaba de vuelta en Córdoba tras noventa días de campaña. La victoria cordobesa, sin embargo, tuvo escasas consecuencias a largo plazo, pues ni modificó la frontera ni eliminó los deseos de los monarcas leonés y pamplonés por apoderarse de las tierras del Ebro.

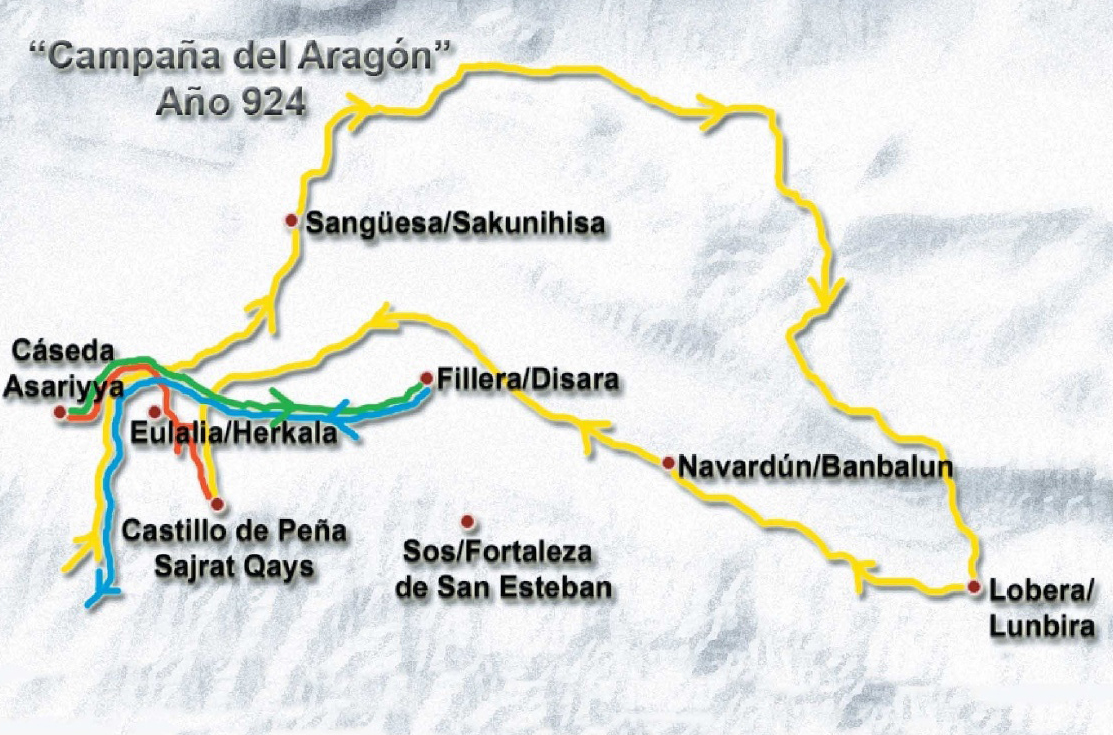
Campaña califal del Aragón del año 924.

Entre el 921 y el 924 se sucedieron una serie de campañas menores: en el 921 una pequeña incursión de Ordoño; en el 922, una aceifa del señor de Tudela que conquistó temporalmente Nájera y Viguera antes de retroceder debido al contraataque de Sancho Garcés, que recuperó Viguera y capturó al tudelano y a sus aliados bereberes; una correría cordobesa en la Marca Superior sin trascendencia y, finalmente, en el 923, el monarca pamplonés atacó Valtierra y se apoderó efímeramente de Calahorra, obligando a Abderramán a enviar tropas al norte para proteger Tudela.
En el 924 Abderramán volvió a organizar una importante campaña contra Pamplona. Los motivos principales de esta nueva aceifa fueron el continuo hostigamiento de Sancho Garcés en la frontera del Ebro y la muerte a comienzos de ese año de su aliado, el rey Ordoño. El califa partió al frente de sus tropas en abril, atravesó las coras de Turmir y Valencia y pasó por Tortosa antes de remontar el Ebro. Los tuyibíes que dominaban Zaragoza se unieron a sus fuerzas, que saquearon varias fortalezas de la cuenca del Ebro y atravesaron distintas localidades, como Alcañiz, Tudela, Calahorra Falces, Tafalla y Sangüesa. La batalla culminante de la campaña tuvo lugar a orillas del río Ega y la victoria se decantó claramente del lado cordobés. Abderramán continuó avanzando hasta Pamplona, que había sido evacuada y que arrasó. Durante la retirada se libraron varios combates más, de los que las tropas del emir salieron victoriosas. En agosto, tras pasar por Calahorra, Valtierra y Azafra, Abderramán acampó en Tudela. A finales de mes, retornó a Córdoba, tras someter a dos señores bereberes de la zona de Santaver. Los resultados de la campaña fueron ambiguos: el botín fue grande y se contuvieron los avances de los Estados cristianos, pero no se recuperó el territorio perdido a manos de los navarros en el 923. Los cordobeses sí obtuvieron, sin embargo, siete años de tranquilidad sin incursiones desde el norte. El gobierno de Tudela lo entregó Abderramán a un miembro de la familia tuyibí.
El mismo año de 924, se desató una grave crisis sucesoria en León al morir Ordoño, que favoreció a Abderramán. Primero le sucedió brevemente su hermano Fruela II, que murió en el 925, cuando se desencadenó una dura rivalidad entre los pretendientes al trono. Finalmente se hizo con este Alfonso IV, hijo de Ordoño y yerno de Sancho Garcés, quien reinó hasta el 931, sin inquietar al emir. En el 925 murió Sancho Garcés, al que sucedió su hijo García Sánchez I, todavía niño. Para entonces, los pamploneses se habían apoderado de las tierras entre el Arga y el Ebro y de la Rioja Alta. El fallecimiento de Ordoño y Sancho no puso fin a la liga navarro-leonesa, que continuó. Entre el 924 y el 928, Abderramán, sin abandonar del todo la lucha con los Estados del norte, se dedicó principalmente a aplastar definitivamente la rebelión de los hijos de Ibn Hafsún.

## Periodo como califa
| Proclamación califal de Abderramán III: «En el nombre de Dios Clemente y Misericordioso. Bendiga Dios a nuestro honrado Profeta Mahoma. Los más dignos de reivindicar enteramente su derecho y los más merecedores de completar su fortuna y de revestirse de las mercedes con que Dios Altísimo los ha revestido, somos Nosotros, por cuanto Dios Altísimo nos ha favorecido con ello, ha mostrado su preferencia por nosotros, ha elevado nuestra autoridad hasta ese punto, nos ha permitido obtenerlo por nuestro esfuerzo, nos ha facilitado logrado con nuestro gobierno, ha extendido nuestra fama por el mundo, ha ensalzado nuestra autoridad por las tierras, ha hecho que la esperanza de los mundos estuviera pendiente de Nosotros, ha dispuesto que los extraviados a nosotros volvieran y que nuestros súbditos se regocijaran por verse a la sombra de nuestro gobierno (todo ello por la voluntad de Dios; loado sea Dios, otorgador de los beneficios, por el que nos ha otorgado, pues Él merece la máxima loa por la gracia que nos ha concedido. En consecuencia, hemos decidido que se nos llame con el título de Príncipe de los Creyentes, y que en las cartas, tanto las que expidamos como las que recibamos, se nos dé dicho título, puesto que todo el que lo usa, fuera de nosotros, se lo apropia indebidamente, es un intruso en él, y se arroga una denominación que no merece. Además, hemos comprendido que seguir sin usar ese título, que se nos debe, es hacer decaer un derecho que tenemos y dejarse perder una designación firme. Ordena, por tanto, al predicador de tu jurisdicción que emplee dicho título, y úsalo tú de ahora en adelante cuando nos escribas. Si Dios quiere». —Una Crónica anónima de Abderramán al-Nasir. Ed. y trad. cits., pp. 152-153. |

Después de someter a la mayoría de los rebeldes, el viernes 16 de enero de 929, Abderramán III, a semejanza de sus antepasados, se proclamó jalifa rasul-allah (sucesor del enviado de Dios, califa) y amir al-muminin («príncipe de los creyentes»), presumiendo de tener derechos más legítimos que el califa fatimí de Kairuán y que el califa abasí de Bagdad para asumir dicho título, como descendiente de los omeyas de Damasco. Adoptó asimismo el título de an-nasir li-din Allah («el que obtiene la victoria para la religión de Dios»), característico del «príncipe de los creyentes» (califa). Los objetivos de Abderramán al proclamarse califa incluían tanto la oposición a la autoridad fatimí como la recuperación del prestigio omeya o la puesta en marcha de una gran reforma política y cultural. Dos meses y medio antes, como paso previo, el 1 de noviembre de 928, había fundado la ceca para la emisión de dinares de oro y dirhemes de plata, una prerrogativa más de la autoridad suprema. Hasta entonces en la península solo se había acuñado moneda de plata —la última acuñación de monedas de oro en la península había tenido lugar en el 744— y los dinares provenían del emirato aglabí. La emisión de moneda de oro marcó el fin de una larga crisis monetaria omeya, reflejo de la política y fiscal en la que había estado sumido el emirato desde finales del siglo anterior. En el 947, la ceca se trasladó al nuevo palacio real de Medina Azahara.

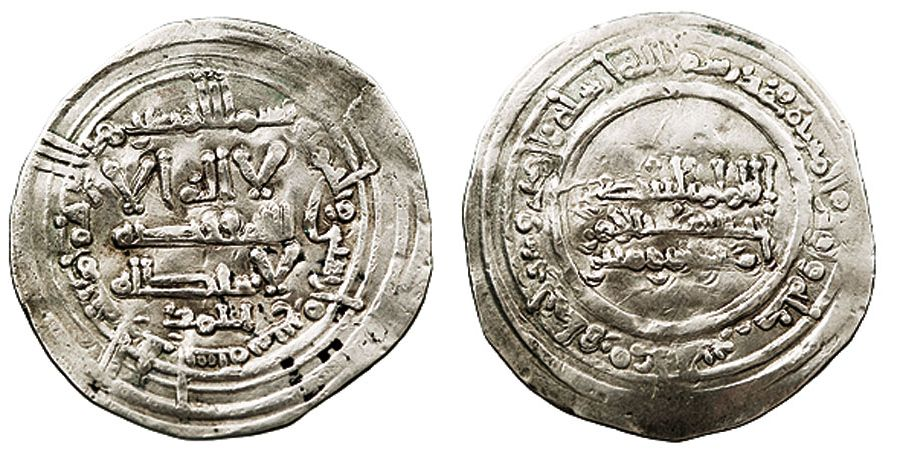
Dírham de Abderramán III emitido en Medina Azahara. Aunque su predecesores en el trono del emirato habían acuñado monedas de plata, él fue el primero en hacerlo también en oro, a partir de su entronización como califa.

En virtud de su título de califa, Abderramán III devino el señor espiritual y temporal de todos los musulmanes de al-Ándalus y las provincias africanas, así como el protector de las comunidades cristiana y judía. En consecuencia, debía velar por la unidad religiosa y combatir con rigor todo lo que significara cualquier oposición a la ortodoxia oficial, erradicar las corrientes heterodoxas y perseguir las actividades de los discípulos de Ibn Masarra, por entonces muy importantes. Como imán de la comunidad musulmana su nombre debía ser citado en el jutba (sermón del viernes) en señal de reconocimiento de su soberanía, e incluido en las monedas acuñadas en la ceca real. También era jefe de los ejércitos, y de hecho participó en numerosas campañas militares, hasta el desastre de Simancas.
Los ornamentos de su nueva soberanía eran el sello real, el cetro o jayzuran y el trono o sarir. Su sello real, como el de sus antecesores Abderramán I y Abderramán II, tenía la siguiente inscripción o lema: Abderramán está satisfecho con la decisión de Dios, pero su sello anular rezaba, se entiende que tras su proclamación como califa: Por la gracia de Dios alcanza la victoria Abderramán al-Nasir.
La proclamación del califato conllevó un alejamiento de Abderramán de sus súbditos: el ceremonial palaciego se complicó —copiado del abasí—, la construcción de Medina Azahara hizo al monarca más lejano y potenció el fasto cortesano y la formación de cuerpos de saqalibas aseguró la existencia de una guardia que cuidaba de la seguridad del nuevo califa.
El nuevo periodo inaugurado por Abderramán con la proclamación del califato cordobés resultó el del apogeo del islam en la península ibérica, tanto en términos de poderío político como de bonanza económica, desarrollo cultural y artístico o conocimiento científico.

### Política interior

#### Sometimiento de las marcas
Las acciones para sojuzgar a los señores de las marcas fronterizas comenzaron el mismo año de proclamación del califato. La primera acometida se realizó contra la Marca Inferior, por entonces alzada en armas contra Córdoba. Las fuerzas califales arrasaron las tierras de Badajoz y se hicieron con las principales poblaciones de la región. Mérida se rindió a cambio del perdón real; a continuación los cordobeses tomaron Beja, Santarém y Ocsobona. En el 930, el califa recuperó el control sobre la ciudad y el territorio de Badajoz, que había resistido el asedio emprendido el año anterior. Abderramán, que dirigió parte de la campaña personalmente, conjugó hábilmente la agresión militar con el perdón del caudillo local y la rebaja de impuestos a los habitantes de algunas localidades de la región para acabar dominándola. Parte las tropas vencidas se unieron además al ejército califal, robusteciéndolo. Desde este territorio se lanzaron a partir de entonces incursiones tanto contra el reino asturleonés como contra los núcleos bereberes fronterizos, escasamente sometidos a la autoridad cordobesa.
Sometida la Marca Inferior, Abderramán se concentró en doblegar a continuación a los señores de la Marca Media. Esta, a pesar de su tendencia revoltosa, era de gran importancia para las comunicaciones cordobesas. En este caso, contaba con la ventaja de dominar ya importantes comarcas de la marca, en manos de gobernadores leales. El propio Toledo se había sometido en apariencia años antes, en el 920, durante la campaña de Muez contra el reino de Pamplona. Los primeros intentos de acuerdo con Toledo fracasaron, lo que llevó a que se emprendiese un ataque contra la ciudad en mayo del 930. A pesar de perder diversas fortalezas y de sufrir el estrecho cerco de las huestes califales, la ciudad resistió el asedio. El califa aplastó finalmente la rebelión de la ciudad, que se rindió el 2 de agosto de 932 tras un asedio de dos años. La ciudad había recibido el socorro de Ramiro II de León, cuyas fuerzas habían sido derrotadas por las omeyas cuando intentaban desbaratar el cerco. La situación desesperada de la localidad, que sufrió una gran hambruna, y la disposición magnánima del califa, inclinado a conceder el perdón real y a reducir los tributos, facilitaron el fin del sitio y el sometimiento final de la ciudad. Abderramán logró rendir la ciudad, pero no sin concederle una amplia autonomía.
En el 931 se habían sometido a Abderramán también las Baleares y en el 932, Zaragoza y Lérida. Aunque el califa había confirmado como señor de Zaragoza a Muhhamad ibn Hasim al-Tuyibí en el 931, este se negó a participar en la campaña cordobesa contra Osma en el 934, lo que agrió las relaciones con Abderramán, que hasta entonces se había conformado fundamentalmente con el sometimiento teórico del zaragozano y la recepción del abundante tributo de este. Al-Tuyibí recibió el apoyo de sus vecinos los señores de Huesca y Barbastro, lo que alarmó al califa, que hizo que sus huestes destituyesen al caudillo oscense y hostigasen las tierras zaragozanas antes de marchar contra Osma. En la primavera siguiente, se lanzó una campaña contra los zaragozanos y el ejército califal rodeó la ciudad en junio del 935. La campaña resultó un fracaso para Abderramán: en noviembre regresó a Córdoba sin haber tomado Zaragoza y habiendo sufrido la extensión de la rebelión. No solo Huesca y Santaver apoyaban a los tuyibíes, sino que también Calatayud y Daroca se habían pasado al bando rebelde. En el verano del 936 el comandante del asedio, Ahmad ben Ishaq al-Qurasí, miembro de una rama menor de los omeyas, fue destituido y meses más tarde ajusticiado, probablemente por sedición. Su eliminación coincidió con un momento de peligro para Abderramán: Ramiro II había roto el pacto que le obligaba a no prestar ayuda a los rebeldes zaragozanos, estos recibieron el socorro de los señores de Daroca y Calatayud —hasta ese momento fieles a Córdoba—, el conde de Barcelona había atacado la frontera califal y una tribu bereber asentada en la Marca Media se rebeló contra él. El califa logró pronto someter a la mayoría de las ciudades aliadas con Zaragoza y en marzo del 937 marchó de nuevo a dirigir el asedio de esta. Los levantamientos en Huesca, Santaver y Talavera fueron rápidamente sofocados, no así el de Santarem, donde se había alzado contra el califa uno de sus sobrinos, que se coligó con el rey Ramiro. El 25 de julio tomó Calatayud, aliada con Zaragoza —su señor era primo del de Zaragoza— y auxiliada por los cristianos. Daroca cayó al poco y en agosto el califa llegó a las afueras de Zaragoza, tras realizar una rápida incursión en el reino pamplonés. Incapaz de resistir por más tiempo el cerco, los zaragozanos entablaron conversaciones con Abderramán que condujeron a la rendición pactada de la ciudad en noviembre. El califa otorgó el perdón a al-Tuyibí a cambio de su sometimiento y la ruptura de sus relaciones con los Estados cristianos del norte. Aunque al-Tuyibí se comprometía a pagar tributo, someterse expresamente al califa, auxiliarlo en sus campañas militares y no acoger a los proscritos obtenía a cambio el control vitalicio de la ciudad y la potestad para nombrar a su heredero como gobernador de la urbe. Después de la entrada triunfal en la ciudad el 21 de noviembre, acontecimiento que marcó el sometimiento de las marcas fronterizas a Córdoba, marchó con al-Tuyibí a hostigar a los navarros antes de regresar a Córdoba en enero del 938. También en el 937, uno de los cadíes había marchado a las tierras de Talavera para aplastar una revuelta de los bereberes Nafza. En el 939 y tras unas campañas menores —el aplastamiento de la rebeldía de Santarém y el sofocamiento de un conato rebelde en Huesca—, las marcas y el resto de al-Ándalus quedaron sujetas al poder del califa.
Estas victorias permitieron la reorganización de las fronteras en marcas, lo que permitió consolidarlas. Por otro lado, Abderramán no logró aniquilar completamente el poder de los linajes fronterizos, que no solo conservaron sus señoríos —si bien como súbditos—, sino que en algunos casos llegaron a sobrevivir a los omeyas.
La última acción de sometimiento de los territorios musulmanes tuvo lugar en el 947, cuando Abderramán envió a uno de sus lugartenientes a afianzar el dominio califal de Baleares.

#### Situación del Estado durante el reinado de Abderramán

##### Reformas administrativas

Principales productos agrícolas andalusíes durante el periodo omeya.

Nada más acceder al trono del emirato, Abderramán había restablecido el cargo de hayib o chambelán —una especie de primer ministro—, que tuvo dos titulares hasta su nueva supresión al fallecer el segundo en 932. Sus tareas pasaron sin más a uno de los visires hasta que el califa creó en el 938 el título equivalente de «doble visir». El título de hayib se recuperó más tarde, en el reinado siguiente.
En el 955, coincidiendo con el grave revés que supuso el asalto fatimí a Almería, el califa reformó la Administración Pública, creando cuatro departamentos, cada uno con un visir al frente: el encargado de la correspondencia interdepartamental, el de la correspondencia con las regiones fronterizas, el de la transmisión de órdenes y decretos y el destinado a la atención a las quejas a la Administración. Para mantener el control de los territorios recuperados mediante su astuto uso de magnanimidad y violencia, puso en marcha un sistema por el que los cargos se renovaban continua y frecuentemente —salvo en las marcas—, de manera que ninguno de ellos dudase de su dependencia del favor del soberano y no tuviese tiempo de establecer una base de poder que le sirviese para amenazar la autoridad cordobesa. A diferencia de su predecesor y abuelo Abd Allah, supo delegar el ejercicio del poder, para lo que se rodeó de un grupo de figuras capaces en la Administración del Estado. Reformó además el sistema provincial, creando nuevas coras, con el fin de reducir el poder de sus gobernadores —que controlaban un territorio más limitado— y de optimizar su aportación a las fuerzas armadas. Al final de su vida, los eunucos cobraron gran importancia en la Administración Pública y arrinconaron temporalmente a las familias de maulas que la habían controlado hasta entonces. En general, sin embargo, los puestos principales civiles, religiosos y militares siguieron copados por la población de origen árabe, tanto baladí —los descendientes de los llegados en los años de la conquista— como «sirio» —los asentados en el 740—, situación que perduró hasta el fin del califato. La importancia de los esclavos creció más en el ámbito militar que en el civil.
La extensión del control estatal favoreció además el enorme aumento de los ingresos del Tesoro: si durante la segunda mitad del siglo viii y la primera mitad del ix los emires ingresaban alrededor de seiscientos mil dinares en tributos, durante el reinado de Abderramán estos alcanzaron los cinco millones ochocientos mil dinares, a los que había que sumar los ingresos privados del califa, que llegaban a los setecientos sesenta y cinco mil. La extensión de la eficaz Administración a todo el territorio y la miríada de impuestos aseguraban grandes rentas al califa. La acuñación de moneda también fue pareja con el dominio del territorio y la cantidad de ingresos: prácticamente había cesado durante las últimas dos décadas del reinado de Abd Allah y solo se recuperó en la segunda del reinado de Abderramán, una vez que este logró el sometimiento de las rebeliones andalusíes. En todo momento, como durante el resto de la historia del emirato y luego del califato, la moneda principal fue el dirhem, pieza de plata mucho más común que el dinar de oro, que solo se acuñó y, nunca en grandes cantidades, durante los reinados de Abderramán y de su hijo, gracias a la expansión en el Magreb que facilitaba la llegada de más cantidad de materia prima.

##### Situación militar y reformas
La base del sistema militar databa del asentamiento en el sur de la península de los restos del diezmado ejército omeya que había sido vencido en el 740 cerca de Fez, en tiempos de la revuelta bereber. El ejército, enviado desde oriente para aplastar la grave rebelión, se había refugiado en al-Ándalus tras su derrota y desatado una guerra civil que lo enfrentó a los árabes peninsulares hasta el 743, cuando se llegó a un acuerdo según el cual sus miembros —llamados sirios— se asentaron en las provincias con dos tercios de las propiedades a cambio de sus servicios en caso de guerra. En cada provincia así militarizada se establecía un yund o ejército. Estos ejércitos constituyeron el núcleo de las fuerzas armadas cordobesas hasta las reformas de Almanzor a finales de siglo. A estos ejércitos se unían los contingentes de otras provincias sin asentamientos «sirios» y la numerosa guardia palatina (unos cinco mil soldados, tres mil de ellos de caballería), formada por esclavos extranjeros.
Abderramán reforzó extraordinariamente uno de los pilares de las tropas de tierra, el de los mercenarios, de origen bereber —traídos por primera vez por su abuelo Abd Allah y muy importantes en el posterior reinado de Alhakén II—, sudanés o cristiano que, junto con las huestes aportadas por cada cora y los voluntarios yihadistas, formaban las fuerzas omeyas. Tanto en el aumento de las unidades mercenarias de las fuerzas califales como en otros aspectos —el ceremonial cortesano entre ellos—, los omeyas cordobeses imitaron a sus rivales abasíes. Si al comienzo del reinado, hasta la derrota de Simancas, Abderramán mantuvo el sistema tribal de regimientos sirios (yund), más tarde se apoyó claramente en las unidades mercenarias. A mediados de siglo, el ejército permanente, formado por los profesionales mercenarios conocidos como «los silenciosos» por su desconocimiento del árabe, englobaba a sesenta mil soldados. Mantuvo el predominio de la caballería sobre la infantería —en una proporción de tres a uno—, lo que forzó a realizar la mayoría de las campañas militares durante el verano, para garantizar el forraje de las monturas. El armamento de los soldados cordobeses era similar al de sus enemigos cristianos del norte. La impedimenta de las tropas se transportaba a lomos de camellos y mulas, lo que permitía el rápido movimiento de las huestes, que en ocasiones se desplazaban en la flota. El mantenimiento del ejército era caro y llegó a suponer un tercio del presupuesto estatal. Uno de los objetivos primordiales de las incursiones militares en el norte era la captura de botín, que servía para lograr ingresos y para pagar a las tropas. Los cautivos eran una fuente más de ingreso, pues se convertían en esclavos que se podían vender o eran sujetos por los que pedir rescate.
El califa fomentó además el crecimiento de las fuerzas navales, ordenando la construcción de más naves —generalmente de pino— y de atarazanas y la mejora de los puertos. Se conocen al menos seis astilleros, tres en el Atlántico (Alcácer do Sal, Algeciras y Sevilla) y otros tantos en el Mediterráneo (Almería, Pechina y Tarragona). La armada cordobesa debía cortar toda posible ayuda a los rebeldes de Ibn Hafsún proveniente del norte de África. El propio Abderramán acudió a inspeccionar las nuevas naves ancladas en Algeciras y fomentó el reforzamiento de la flota de Pechina. El robustecimiento de la flota permitió al califa intervenir en las luchas que se libraban en el Magreb. A esto se le unió el reforzamiento de las defensas costeras mediante la construcción y reforzamiento de fortalezas y atalayas. La flota era necesaria tanto para enfrentarse a los vikingos como con los fatimíes. Las atarazanas de Algeciras se construyeron en el 914 y en el 944 se edificaron los muelles de Tortosa, lugar que era además un importante arsenal. El pino de esta comarca era muy apreciado en la construcción de navíos. El puerto más importante, no obstante, era el de Almería —ampliada notablemente durante el reinado de Abderramán—, que también contaba con un arsenal.

##### Política religiosa y social
Tras un periodo de grandes tensiones sociales y religiosas entre cristianos y musulmanes y, dentro de estos, entre árabes y muladíes, la situación mejoró con el advenimiento de Abderramán, que puso fin a las persecuciones de cristianos y judíos. Pese a que gran parte de los rebeldes del emirato eran muladíes, esto no impidió que Abderramán tratase de ganarse su favor y que nombrase para importantes puestos a algunos de ellos. Así, varios de los cadíes de la capital fueron muladíes, como también lo fue su primer hayib, Badr. Durante el reinado de Abderramán, la movilidad social creció y el poder menos limitado a la población árabe que hasta entonces.
Nombró a cadíes de diversas tendencias suníes en Córdoba, en parte como medida para limitar la supremacía de la escuela malikí en la política nacional que, sin embargo, defendió en momentos de crisis. La asociación del hijo rebelde Abd Allah con otra de las escuelas jurídicas, la shafi'i, minó el prestigio de esta y limitó su extensión en el califato. Favoreció la homogeneización religiosa suní malikí del territorio, que durante el califato contó por primera vez con mayoría musulmana y persiguió a los que consideró herejes, pero toleró también otras corrientes suníes. Se calcula que fue durante el final de su reinado cuando por primera vez más de la mitad de la población andalusí profesó el islam.
Los cristianos tuvieron un papel relevante durante su reinado, en parte por su importancia numérica en al-Ándalus: comarcas enteras estaban pobladas por cristianos. Había notables comunidades mozárabes (cristianos arabizados) tanto en bastantes ciudades (Córdoba, Toledo, Sevilla o Mérida) como en algunas zonas rurales, como los montes de Málaga, casi exclusivamente cristianos hasta el siglo XI. Como rebeldes, recibieron en general un trato más severo que los muladíes, habitualmente por su mayor resistencia y menor disposición al pacto con Abderramán. Además, una vez proclamado califa, mostró gran rigor en el castigo de aquellos que habían apostatado del islam, circunstancia hasta entonces más tolerada. En la corte el cristiano más destacado fue el obispo Recemundo, enviado como embajador ante Otón I y los bizantinos. Varios mozárabes, no obstante, desempeñaron importantes labores diplomáticas para el califa. Los judíos abundaban también en las ciudades, en algunas de las cuales eran la comunidad religiosa principal (Granada, Lucena o La Roda). Destacaban en el comercio y en otras actividades como la traducción y la medicina.
Rehuyó identificarse con los árabes para recabar así el apoyo de otros grupos culturales, como los bereberes, los muladíes o los cristianos y judíos que poblaban al-Ándalus. Al sospechar de la lealtad de los árabes, trató de controlarlos mediante el nombramiento de los comandantes de los regimientos árabes, la elección de mandos militares entre otros grupos —incluido el de los esclavos— y el otorgamiento del gobierno provincial a otros grupos sociales. Debilitó su fuerza, pero no pudo acabar con su primacía. A diferencia del caso de los muladíes, cuyas bases de poder eliminó, no puedo hacer lo mismo con las de los árabes y los bereberes, circunstancia que favoreció el surgimiento de taifas regidas por estos dos grupos a la caída del califato.

##### Urbanismo, arte y tecnología
Durante el califato se produjeron importantes cambios en la agricultura peninsular, que favorecieron la mejora de la salud de la población y su aumento: se introdujeron y extendieron nuevos cultivos, como los del arroz, el trigo duro —para pasta—, el sorgo, la caña de azúcar, el algodón, las naranjas, las sandías, los plátanos y las berenjenas; se amplió notablemente el cultivo de regadío, lo que mejoró las cosechas —menos dependientes de las lluvias— y redujo las hambrunas. La importancia del regadío hacía que existiese un alto cargo dedicado a su supervisión: el acequiero mayor o zabacequias. La mejora de la agricultura, además de favorecer el aumento de la población, permitió que parte de esta pasase a otras actividades y creciese la población urbana. Entre las industrias que florecieron durante el califato se contaban la minería, la cerámica, la fabricación de vidrio, de libros, de tallas o la textil y de cueros, dedicadas en parte a la exportación.
La capital del califato era con mucho la ciudad más grande del occidente europeo, quizá con unos cien mil habitantes, un tamaño similar al de Constantinopla y casi la mitad de Bagdad. Abderramán llevó a cabo un amplio programa urbanístico en la urbe: amplió la mezquita principal de la capital añadiéndole un original minarete (concluido en el 952, el más alto de Occidente en su época), remozó la fachada que daba al patio (en el 958) y este mismo; abrió una puerta de la muralla —consecuencia de la mayor seguridad por el aplastamiento de las rebeliones—, pavimentó caminos, creó una nueva ceca, reconstruyó el mercado y la casa de correos y realizó otras obras públicas, gracias a la mejora de los ingresos de la Hacienda real. La ampliación de la mezquita mayor se inició justo el año de su fallecimiento, en el 961. En marzo del 941, inauguró un canal que traía aguas desde Sierra Morena para regar los jardines del alcázar de la Noria, al oeste de Córdoba. Su obra más destacada fue, no obstante, el complejo palaciego de Medina Azahara, erigido a las afueras de la capital a partir del 936; de gran lujo, quedó destruido durante la guerra civil de comienzos del siglo xi, en el 1010. Este se convirtió no solo la residencia del califa, sino en sede también de la Administración Pública, que se instaló en él.

### Política exterior
En política exterior, el califato tuvo que hacer frente a dos problemas: los reinos cristianos en su frontera norte, y la expansión fatimí en la sur, constituida por el Magreb.

#### Los reinos cristianos: Simancas y la estabilización fronteriza

##### Subyugación de Zaragoza e incursiones en Pamplona y León
La muerte de Ordoño II en el 924 y las sucesivas crisis que sufrió el Reino de León en materia sucesoria supusieron que las hostilidades prácticamente desaparecieran hasta la subida al trono leonés, en el 931, de Ramiro II quien acudió, en el 932, en ayuda de la rebelión que contra Abderramán se había iniciado en Toledo y, tras conquistar Madrid, infligió a las tropas califales una derrota en Osma en el 933. Una vez conquistada Toledo, el califa se centró en contener el avance cristiano al sur del Duero. El nuevo rey leonés devino un poderoso adversario del califa y colaboró con diversos rebeldes.
Adberramán se puso al frente de una campaña de castigo para poner fin a las correrías cristianas en el 934. Después de hostigar a los rebeldes zaragozanos, el ejército cordobés marchó al reino de Pamplona, donde la reina Toda logró obtener una tregua del califa y el reconocimiento de García Sánchez como rey de Pamplona a cambio de comprometerse a abandonar cualquier alianza contra Abderramán. Seguidamente, el califa atravesó Álava, ocupó Falces, cuyo conde se había opuesto a la tregua navarro-cordobesa, y posiblemente quemó el monasterio de San Pedro de Cardeña en agosto. De regreso a territorio cordobés tras tomar Clunia y Huerta de Rey venció a Ramiro II cerca de Osma, en Alcubilla de Avellaneda. La retirada, realizada por tierras del conde de Castilla, fue devastadora para la región, que las fuerzas califales talaron a conciencia.
Aunque los años siguientes el califa se centró en someter Zaragoza, no por ello cesaron las campañas contra los territorios cristianos. En agosto del 936, uno de sus generales derrotó al conde barcelonés Suniario I, que pretendía extender su autoridad al Panadés. En el 937, los navarros rompieron la tregua que había solicitado en el 934, aliándose con León y los rebeldes tuyibíes zaragozanos —que habían reconocido la autoridad de Ramiro—, lo que desencadenó una ofensiva de castigo de los cordobeses. Los cordobeses sometieron primero Calatayud, defendida por un pariente del señor de Zaragoza. Una columna cordobesa asoló el llano pamplonés y el valle del río Aragón; el grueso del ejército califal cercó en vano Uncastillo y arrasó Tafalla, que los navarros habían abandonado. Concluida la correría, las huestes califas retomaron el largo asedio de Zaragoza, que capituló en noviembre. Abderramán, pese a todo, perdonó a su señor, al que le permitió conservar la ciudad. Tras la conquista de esta ciudad, cuatro mil caballeros realizaron una corta incursión en las fronteras pamplonesas, de nuevo como castigo por la ruptura de la tregua. Los pamploneses accedieron a pagar tributo a Córdoba.

##### Descalabro en Simancas y pérdidas territoriales en la Marca Media

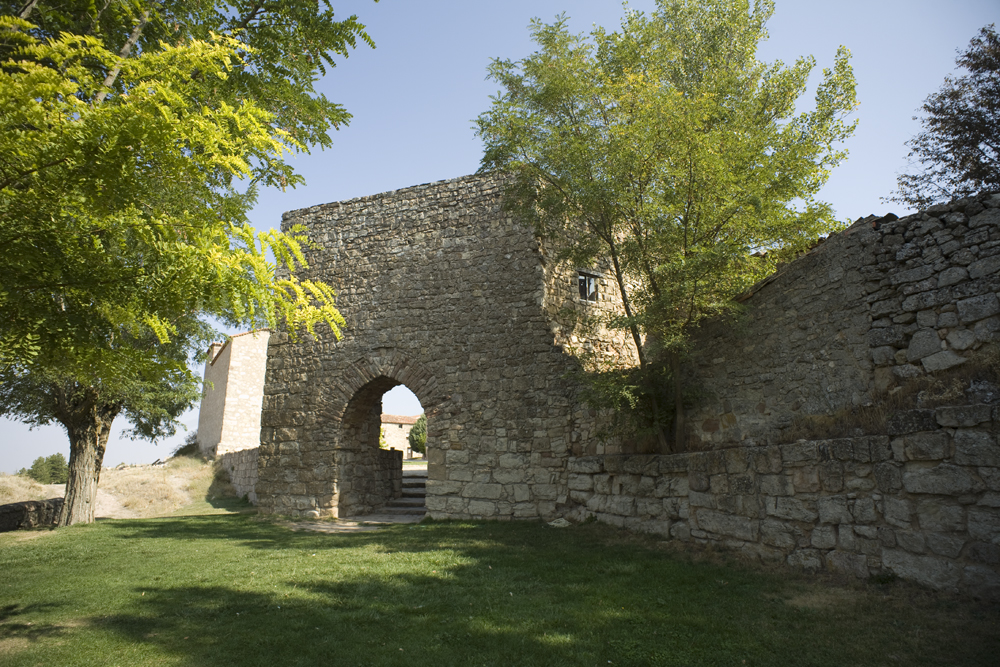
Puerta de la muralla de Medinaceli, plaza que Abderramán mandó reconstruir a Galib como núcleo de la defensa de la Marca Media en el 946, tras el descalabro de la batalla de Simancas.

A comienzos del 939 Ramiro II corrió, aunque con escasas consecuencias, el occidente andalusí. Abderramán se aprestó a abordar una expedición de represalia con copiosas fuerzas. El objetivo de la gran campaña parece haber sido detener la colonización cristiana de las tierras al sur de Duero, para lo que comenzó por arrasar una serie de fortalezas enemigas al sur del río (Olmedo, Íscar, Alcazarén y Portillo). En agosto Abderramán sufrió su mayor descalabro a manos de los reinos cristianos cuando sus tropas fueron derrotadas en la batalla de Simancas, debido quizá a las disensiones entre los jefes militares y donde el propio califa estuvo a punto de perder la vida, circunstancia que le hizo no volver a dirigir en persona ninguna otra batalla. Las campañas futuras quedaron encomendadas a los cadíes; los señores de las marcas fronterizas recuperaron parte de la autonomía perdida y protagonizaron desde entonces la defensa frente a los Estados cristianos. La reacción de Abderramán a la derrota fue brutal a su regreso a Córdoba: varios cientos de aquellos considerados responsables de la catástrofe fueron crucificados. Al año siguiente, y en parte como consecuencia de la falta de confianza del califa en sus tropas, comenzó la construcción de la Medina Azahara, a la vez residencia palaciega y fortaleza.
La victoria cristiana impuso un cierto equilibrio de fuerzas en la península entre los vencedores y el califato: en el 940, los enviados de Abderramán alcanzaron acuerdos con el conde barcelonés —que favoreció el comercio con el noreste peninsular y el sur de Francia— y con Ramiro II. Ramiro obtuvo el control de la frontera del Duero y pudo fortificar diversos puntos a lo largo del valle del Tormes (Salamanca en el 941 y Ledesma), mientras mantenía el centro de su dispositivo fronterizo en Zamora. En el 940, ordenó a los castellanos ocupar y fortificar Sepúlveda, para controlar los accesos al Sistema Central oriental. Más al este, Fernán González obtuvo Osma, San Esteban de Gormaz  y otras fortalezas del alto Duero. La repoblación del Duero medio fue, sin embargo, pasajera y las nuevas localidades se abandonaron pronto, en parte por las incursiones andalusíes. Pese a todo, aproximadamente la mitad norte del territorio entre el Duero y el Sistema Central, dividido por una línea en dirección suroeste-noreste, quedó paulatinamente integrado en León, a lo largo de los reinados de Ramiro y Ordoño III. En tiempos de este último se creó el obispado de Simancas, para encuadrar los territorios del sur del Duero en el reino. A los señores musulmanes de la Marca Superior —con centro en Zaragoza—, el descalabro del califa les aseguró la autonomía frente a Córdoba. Esta derrota tuvo además otra importante consecuencia: el abandono de los choques en batalla campal y su sustitución por veloces campañas, las aceifas.
Abderramán ordenó el fortalecimiento de las defensas de la Marca Media. En el centro peninsular, encargó el reforzamiento de Medinaceli como núcleo de la Marca Media a su general más prestigioso, Galib, en el 946. La localidad, antes semiabandonada, pasó a ser el centro defensivo de la región, sustituyendo a Toledo. Antes y aprovechando las desavenencias entre leoneses y castellanos, se había ocupado Gormaz en julio del 940, como contrapeso a la toma castellana de Osma y San Esteban de Gormaz.

##### Incursiones mutuas e influencia política en los Estados cristianos ibéricos

Extensión aproximada del califato a la muerte de Abderramán en el 961. El califa había logrado someter a todos los rebeldes del territorio andalusí y mantener fundamentalmente las fronteras, salvo en la zona riojana y en el valle del Duero, zonas que habían pasado a manos de los Estados cristianos del norte.

Leoneses y cordobeses firmaron dos acuerdos de paz, uno en octubre del 940 y otro en agosto del año siguiente. A pesar de los acuerdos, los enfrentamientos continuaron: en el 940 hubo otra aceifa contra el reino de León; en el 942 el gobernador de Zaragoza se enfrentó con éxito a los navarros y en el 944 la pugna entre Ramiro II y el conde castellano Fernán González facilitó el ataque cordobés a Galicia. La rebelión castellana socavó además las fuerzas leonesas, que tuvieron que mantenerse principalmente a la defensiva tras el triunfo en Simancas. A partir de esta época, la anexión de territorios por parte de los Estados cristianos peninsulares se frenó, a causa del poderío califal. Las incursiones cordobesas penetraron profundamente en el territorio leonés: en el 944, el 948/949 y el invierno del 950 alcanzaron Galicia.
En el 950 Ramiro II derrotó a los cordobeses en Talavera, pero falleció al año siguiente y el reino se sumió en una grave crisis sucesoria. Esta situación facilitó las incursiones califales, que se produjeron casi anualmente (en el 951, 953, 955, 956 y 957). A estas correrías se opusieron algunas de los señores cristianos: en el 956, Ordoño III batió las cercanías de Lisboa —a pesar de haber solicitado la paz a los cordobeses en año anterior— y por las mismas fechas Fernán González venció a los cordobeses en San Esteban de Gormaz. La crisis leonesa anuló el valor militar para los pamploneses de la alianza con el reino vecino y, ante la dificultad de seguir expandiéndose hacia el sur en tierras mejor dominadas por los andalusíes que las riojanas, detuvieron su avance hacia el sur. En todo caso, las disensiones internas en los Estados del norte facilitaron la contención cordobesa del avance cristiano, que desde la década de 930 se basó más en el hostigamiento continuo que en los grandes enfrentamientos armados. Nuevamente, como había sucedido con las primeras campañas antes de proclamarse califa, Adbderramán no logró revertir los avances enemigos: las incursiones proporcionaban cautivos, botín y protección frente a los ataques cristianos, pero no modificaron sustancialmente las fronteras y el territorio perdido no se recuperó.
En el 950 recibió en Córdoba a una embajada enviada por Borrell II, por la que el conde barcelonés reconocía la superioridad califal y le pedía paz y amistad. Las relaciones entre el califato y los territorios carolingios ibéricos fueron, en general, pacíficas hasta finales del siglo X, cuando dieron paso a las expediciones de Almanzor y de su hijo Abd al-Málik al-Muzáffar.
Entre los años 951 y 961, el Califato intervino activamente en las querellas dinásticas que sufrió la monarquía leonesa durante los reinados de Ordoño III, Sancho I y Ordoño IV. El califa varió su apoyo entre las distintas partes en litigio según la coyuntura política de cada momento, buscando debilitar al más poderoso de los reinos cristianos de la península. Los reyes leoneses de esta época se volvieron en la práctica clientes políticos de Abderramán y más tarde de su hijo y sucesor, Alhakén II.
En el 955 se había firmado una paz con Ordoño III, que quedó desbaratada al fallecer este en el otoño del año siguiente y sucederlo su medio hermano Sancho, que rehusó respetar el acuerdo con los cordobeses. La reacción de estos fue una campaña de castigo en el 957, que acabó con la derrota leonesa. La nobleza derrocó a Sancho y entregó la corona a Ordoño IV; Sancho se refugió con su abuela Toda Aznárez quien, para ayudarlo a recobrar el reino leonés, pactó con califa cordobés. En el 958, Abderramán recibió la visita de Toda Aznárez de Pamplona acompañada de su nieto el destronado Sancho I, para quien logró el apoyo del califa, que le ayudó a recuperar el trono leonés, aunque esto supusiese el sometimiento tácito al califa. Curado de su obesidad por Hasdai ibn Shaprut, hábil diplomático y médico de Abderramán, Sancho recuperó León en el 960. Las últimas incursiones en vida de Abderramán se produjeron ese año contra Zamora y contra Tarragona, que el califato recuperó. El califa falleció al año siguiente, el 16 de octubre del 961.

#### El Magreb
El segundo eje de la política exterior de Abderramán III fue frenar la expansión en el norte de África del califato fatimí, presente en la región desde 910 y que pretendía expandirse por al-Ándalus. La política de Abderramán fue fundamentalmente la de contender con los fatimíes mediante sus clientes magrebíes y utilizarlos para proteger sus territorios ibéricos. Omeyas y fatimíes se disputaron largo tiempo el dominio del territorio marroquí, el control del estrecho de Gibraltar y el señorío del Mediterráneo occidental en general. Por entonces el Magreb occidental era un territorio mucho más rural y atrasado que al-Ándalus, poblado abrumadoramente por bereberes, divididos en tribus. El único centro urbano de importancia era la ciudad de Fez, aunque el oasis de Siyilmasa, al sur, también destacaba, debido al comercio sahariano. A principios del siglo X, los idrisíes, que habían gozado de cierto predicamento entre las tribus si bien no dominaban firmemente el territorio, estaban sumidos en luchas intestinas. Además de estos, existían dos señoríos de importancia: el oasis de Siyilmasa y el emirato costero de Nekor.
Para reforzar el control del estrecho de Gibraltar, Abderramán tomó Melilla y Ceuta (en el 926-927 y 931-932, respectivamente), levantó el castillo de Tarifa y fortificó la bahía de Algeciras. Los fatimíes no solo amenazaban el control omeya en la península ibérica y les disputaban el control del Magreb, sino que estorbaban también las rutas comerciales que desde Tombuctú atravesaban el Sahara hasta Siyilmasa para traer a al-Ándalus oro y esclavos.

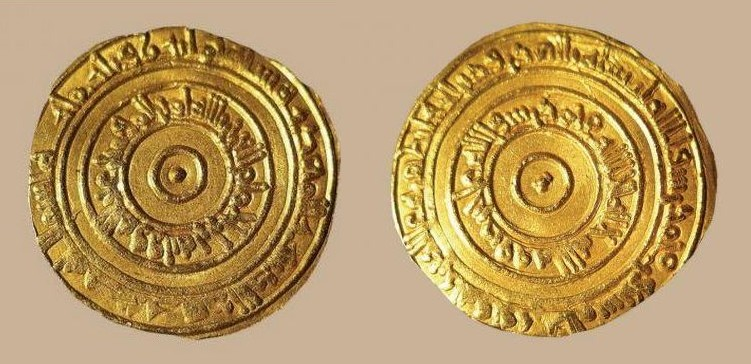
Dinares fatimíes del siglo x. Los fatimíes, dinastía chiita, fueron los principales rivales de los omeyas andalusíes en el Magreb, cuya posesión se disputaron en general a través de sus clientes políticos en la región. Al final del reinado de Abderramán, la situación favorecía a sus enemigos.

Abderramán impulsó con decisión la creación de atarazanas para crear una flota suficiente para protegerse de las incursiones normandas, africanas o de los Estados cristianos del norte peninsular. El desarrollo naval le permitió además controlar el extremo occidental del Mediterráneo, la zona triangular formada por las islas Baleares, Argel y el estrecho de Gibraltar. Las medidas adoptadas supusieron la construcción de una flota que convirtió al califato de Córdoba en una potencia marítima con base en Almería —saqueada durante el incendio de la flota por los fatimíes en el 955— y que le permitirían conquistar las ciudades norteafricanas de Melilla (926), Ceuta (931) y Tánger (951), y establecer una especie de protectorado sobre el norte y el centro del Magreb apoyando a los soberanos de la dinastía idrísida, que se mantendría hasta 958, cuando una ofensiva fatimí le hizo perder toda influencia en el Magreb donde solo conservó las plazas de Ceuta y Tánger. El control directo de algunos puertos estratégicos permitía a los omeyas tanto intervenir política y militarmente en la zona como facilitar el comercio con la región. Para asegurar la fidelidad de los clientes omeyas regionales, Abderramán llevó a cabo una amplia política de nombramientos oficiales —que iban acompañados de ricas vestiduras— y de subvenciones monetarias y entrega de regalos a los aliados. La rivalidad —tanto política como religiosa, ya que los fatimíes eran chiitas mientras que los omeyas eran suníes—, se dirimió principalmente mediante los clientes de cada dinastía: los fatimíes se apoyaron principalmente en los ziríes y cenhegíes, mientras que los omeyas sostuvieron a los bereberes cenetes y la dinastía idrisí, ya en decadencia.
Al avance fatimí inicial que les permitió tomar Nekor en el 917 y Fez en el 920, Abderramán reaccionó aliándose con un caudillo zanata que debeló a los fatimíes en el 924, y respaldando a los idrisíes, que recuperaron Fez en el 925. Poco después, sin embargo, los idrisíes sufrieron nuevos reveses a manos de los miknasa aliados a los fatimíes. El avance de los miknasa hacia el oeste fueron el motivo de la ocupación omeya de Ceuta, con el fin de proteger el paso del estrecho. Uno de los hijos del difunto señor de Nekor muerto en la conquista fatimí de junio del 917 recuperó la ciudad y se aceptó la autoridad de Abderramán; mantuvo la plaza hasta su muerte en el 927-928. A mediados de la década del 920, Abderramán envió un ejército al Magreb para aniquilar un nuevo movimiento religioso considerado herético que se había extendido velozmente entre las filas de los gumara; en el 927, obtuvo la victoria.
El 25 de marzo del 931 y a petición de sus habitantes, la flota omeya ocupó Ceuta, asegurando así el dominio cordobés del estrecho de Gibraltar, aunque esto disgustase a los aliados idrisíes, que trataron de frustrar la maniobra. Abderramán continuó su anterior alianza con los cenetes y logró el reconocimiento de los miknasa, antes aliados de los fatimíes, pero indispuestos con estos. Por el contrario, los idrisíes, antiguos aliados, comenzaron a distanciarse del omeya y acabaron coligados con los fatimíes. Gracias a estos, recuperaron Fez en la gran campaña del 935, en la que los fatimíes recobraron gran cantidad de territorio magrebí, incluyendo Nekor. La flota omeya reaccionó el año siguiente corriendo las costas magrebíes, infligiendo varias derrotas a sus enemigos y probablemente tomando Melilla y recuperando Nekor. Abderramán obtuvo el control temporal del Mediterráneo más occidental y aprovechó la extensión del jariyismo de Abū Yazīd por los territorios fatimíes (943-947) para debilitar a estos. La diferencias religiosas entre omeyas y jariyíes no supusieron un impedimento para que las dos partes establecieran buenas relaciones. Los idrisíes volvieron a someterse parcialmente en el 944 ante la amenaza de una campaña omeya en la región. A principios de la década del 950, Tetuán, Tánger (951) y Arcila quedaron reconocieron la autoridad cordobesa y poco después lo hizo también Tremecén. Por entonces la autoridad indirecta de Abderramán se extendía aproximadamente de Argel a Siyilmasa y la costa atlántica marroquí.
La suerte favoreció a Abderramán hasta el 955, cuando los fatimíes reaccionaron a la toma de uno de sus bajeles por los omeyas desencadenando un durísimo ataque a la flota omeya en Almería, ciudad que saqueó y arrasó. En la primavera, Galib recorrió sin grandes victorias la costa tunecina. En el 957 hubo un contraataque omeya contra El KalaMarsa al-Jaraz, Susa y Tabarca. Al año siguiente, se produjo una gran ofensiva fatimí que expulsó a los omeyas de todo el Magreb salvo de las plazas de Ceuta y Tánger, que retuvieron. A la muerte de Abderramán en el 961, la influencia omeya en la región era mínima. La recuperación de las armas omeyas en el Magreb se produjo durante el reinado de su sucesor, Alhakén II.

#### Balance territorial
Si bien logró someter a los rebeldes a la autoridad cordobesa y vencer repetidamente a los Estados cristianos del norte, la situación territorial andalusí al final del reinado de Abderramán fue de ligeras pérdidas respeto de la extensión a comienzos del mismo. Las sucesivas campañas del reinado no sirvieron para conquistar territorios de los Estados del norte peninsular ni para poblar las zonas en las que se verificaron, sino principalmente para defender las tierras andalusíes y afianzar la cohesión estatal. En la península, su objetivo primordial era debilitar militarmente a los Estados cristianos e imponerles la supremacía andalusí, plasmada en el pago de tributo, que al final del reinado de Abderramán pagaban los señores de León, Castilla y Pamplona y quizá también el de Barcelona. En el Magreb, la situación omeya era sombría, pues solo quedaban sometidas a la autoridad cordobesa Ceuta y Tánger. En la península ibérica, la frontera septentrional seguía aproximadamente el siguiente trazado: en occidente, la línea de la sierra de la Estrella, la de Gredos y Guadarrama. A continuación, en el centro peninsular, la frontera seguía por Soria (Medinaceli y Gormaz eran importantes plazas fuertes califales) y Tudela antes de continuar por el norte de Aragón, donde los cordobeses dominaban Boltaña, Alquézar y Barbastro. Finalmente, al este la frontera del califato incluía la mitad sur de Lérida y Tarragona. En Lérida, la frontera se hallaba en la sierra de Montsech y Balaguer todavía era una importante fortaleza califal. Tarragona, aunque despoblada, estaba en poder de Córdoba. A poniente, se hallaba la cora de Baleares.

#### Relaciones diplomáticas
Además de con los Estados cristianos del norte y con los jefes del Magreb, Abderramán mantuvo contactos diplomáticos con otros países. De Cerdeña llegó una embajada (942) acompañada por comerciantes de Amalfi, ciudad con la que se establecieron lazos comerciales. El marqués de Provenza y luego rey de Italia, Hugo de Arlés, también envió una embajada al califa.
En el 953, llegó una embajada de Otón I, aunque las relaciones con este fueron tensas al comienzo por las diferencias religiosas entre los dos Estados, la altivez de las dos partes y las correrías de los piratas musulmanes de Fraxinetum, de las que Otón hacía responsable a Abderramán. El califa mantuvo también relaciones con los bizantinos, en especial por su interés por contrarrestar el poder fatimí, que también amenazaba a estos. La delegación bizantina que visitó al califa en el 949 trajo entre sus regalos una importante copia de las obras botánicas de Dioscórides, desconocida en la región. Además, los bizantinos enviaron a un monje a Córdoba para que ayudase a fundar una escuela de traducción del griego al latín y al árabe, por petición del califa. Los andalusíes también mantuvieron contacto con la lejana Creta, donde reinó hasta el 961 y durante ciento treinta y cuatro años una dinastía musulmana de origen ibérico.

## Muerte
Murió en Medina Azahara el 15 de octubre del 961, a los setenta y tres años de edad, tras un reinado de cincuenta años, seis meses y dos días. Su cuerpo fue trasladado a la rawda del Alcázar de Córdoba, donde fue enterrado, como todos los emires y luego los califas omeyas. Le sucedió su hijo Alhakén II, que por entonces contaba cuarenta y seis años.
Su principal logro fue la unificación y pacificación de los territorios andalusíes, que volvió a someter a la autoridad cordobesa. Con una hábil combinación de violencia y magnanimidad consiguió someter a los diversos rebeldes que habían desafiado la autoridad de sus antecesores. A la larga, sin embargo, los esfuerzos de Abderramán resultaron baldíos: el califato que fundó quedó abolido en el 1031 y los omeyas prácticamente desaparecieron de al-Ándalus. Su labor de unificación territorial también quedó más tarde desbaratada por la fragmentación de la zona en el siglo siguiente en reinos de taifas. Esta, a su vez, dio al traste con los logros defensivos de Abderramán, que habían permitido frenar considerablemente el avance cristiano en la península. Por otra parte, la inclusión de abundantes contingentes bereberes entre las fuerzas del califato, que Abderramán inició y continuaron sus sucesores, tuvo una gran importancia en las luchas internas durante la posterior crisis del Estado.

## Logros
| Cuando los reyes quieren que se hable en la posteridad de sus altos designios —escribió—, ha de ser con la lengua de las edificaciones. ¿No ves cómo han permanecido las pirámides y a cuántos reyes los borraron las vicisitudes de los tiempos? — Abderramán III. |

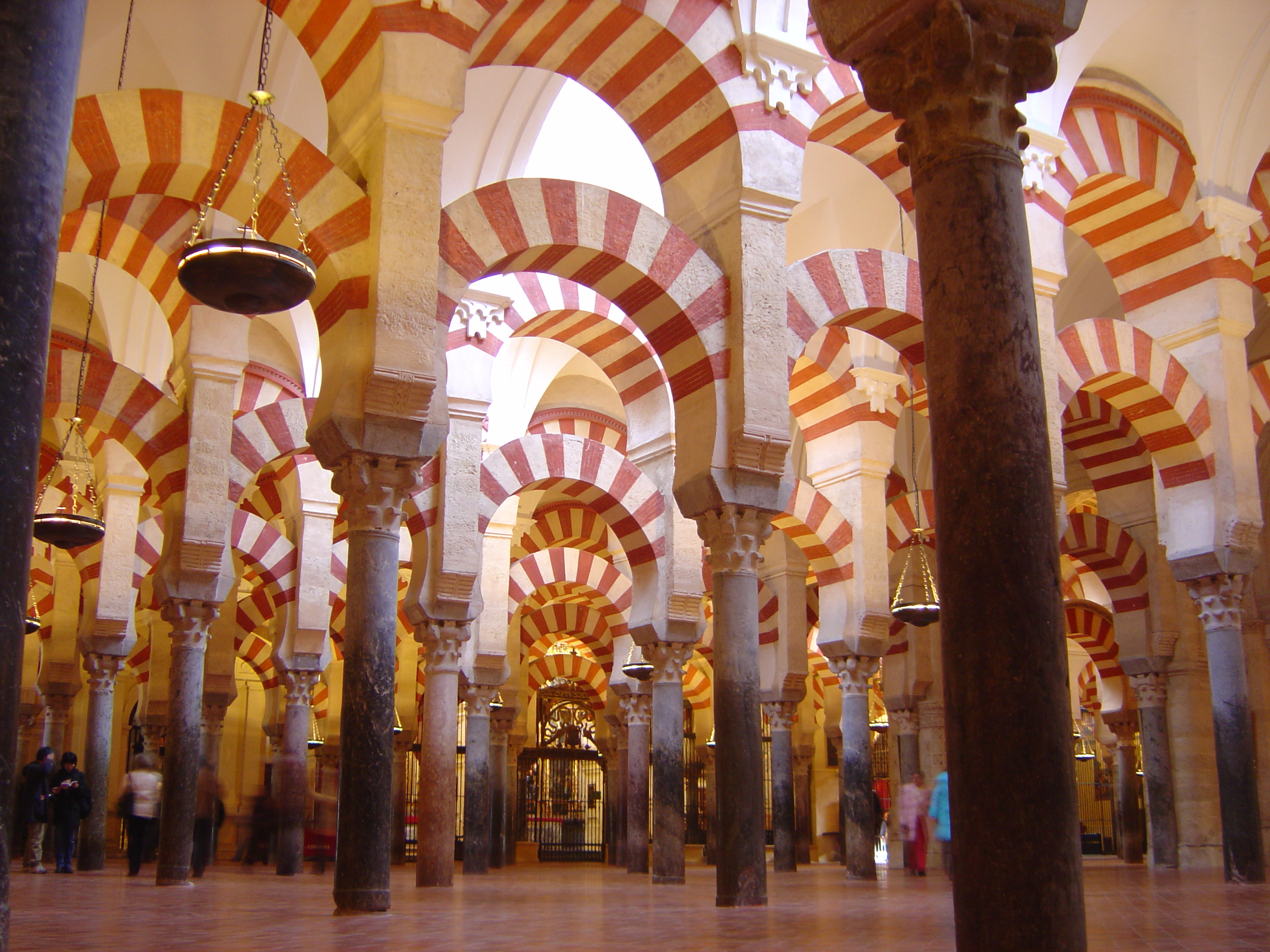
Interior de la Mezquita de Córdoba.

Abderramán III no solo hizo de Córdoba el centro neurálgico de un nuevo imperio musulmán en Occidente, sino que la convirtió en la principal ciudad de Europa Occidental, rivalizando a lo largo de un siglo con Bagdad y Constantinopla, las capitales del Califato abasí y el Imperio bizantino, respectivamente, en poder, prestigio, esplendor y cultura. Según fuentes árabes, bajo su gobierno, la ciudad alcanzó el millón de habitantes (cifra exagerada probablemente entre 150 000 y 200 000 habitantes lo que la convertía en la ciudad más poblada de Europa), que disponían de mil seiscientas mezquitas, trescientas mil viviendas, ochenta mil tiendas e innumerables baños públicos.
El califa omeya fue también un gran impulsor de la cultura: dotó a Córdoba con cerca de setenta bibliotecas, fundó una universidad, una escuela de Medicina y otra de traductores del griego y del hebreo al árabe. Hizo ampliar la Mezquita de Córdoba, reconstruyendo el alminar, y ordenó construir la extraordinaria ciudad palatina de Medina Azahara, de la que hizo su residencia hasta su muerte.

#### Obras modernas
- Arjona Castro, Antonio. Anales de Córdoba musulmana (711-1008). Monte de Piedad de Córdoba, Córdoba, 1982. ISBN 84-7231-656-4
- Bariani, Laura (2003). Almanzor. Nerea. ISBN 9788489569850.
- Castellanos Gómez, Juan (2002). Geoestrategia en la España musulmana: las campañas militares de Almanzor. Ministerio de Defensa. ISBN 9788478239672.
- Fierro Bello, María Isabel (2011). Abderramán III y el califato omeya de Córdoba. Nerea. ISBN 9788496431850.
- — (2005). «Por qué 'Abd al-Raḥmān III sucedió a su abuelo el emir 'Abd Allāh». Al-Qantara - Revista de Estudios Arabes 26 (2): 357-369.
- Fletcher, Richard (1999). La España mora. Nerea. ISBN 9788489569409.
- Kennedy, Hugh (1996). Muslim Spain and Portugal: a political history of al-Andalus (en inglés). Longman. ISBN 9780582495159.
- Lévi Provençal, Évariste (1957). Historia de España: España musulmana hasta la caída del califato de Córdoba: 711-1031 de J.C. Tomo IV. Espasa-Calpe. Edición de Ramón Menéndez Pidal & Leopoldo Torres-Balbás. Traducción de Emilio García Gómez. ISBN 9788423948000.
- Manzano Moreno, Eduardo (2006). Conquistadores, emires y califas. Los omeyas y la formación de al-Andalus.. Crítica. ISBN 9788484326748.
- Marín Guzmán, Roberto (1995). «The end of the revolt of 'Uman Ibn HafsŪn in al-Andalus: the period of 'Abad al-RahmĀn III (912-28)». Islamic Studies 34 (2): 153-205.
- Mínguez, José María (1989). La Reconquista. Historia 16. ISBN 9788476791523.
- Muñoz Molina, Antonio. La Córdoba de los Omeyas. Planeta, Barcelona, 1991. ISBN 84-08-02495-7
- Sánchez Albornoz, Claudio. La España musulmana, 2 vols. Espasa-Calpe, Madrid, 1986. ISBN 84-239-4915-X
- Valdeón Baruque, Julio (2001). Abderramán III y el califato de Córdoba. Debate. ISBN 8483064375.
- Vallvé Bermejo, Joaquín (2003). Abderramán III: califa de España y Occidente. Ariel. ISBN 84-344-6682-1.